# Spanische Missionen in Kalifornien

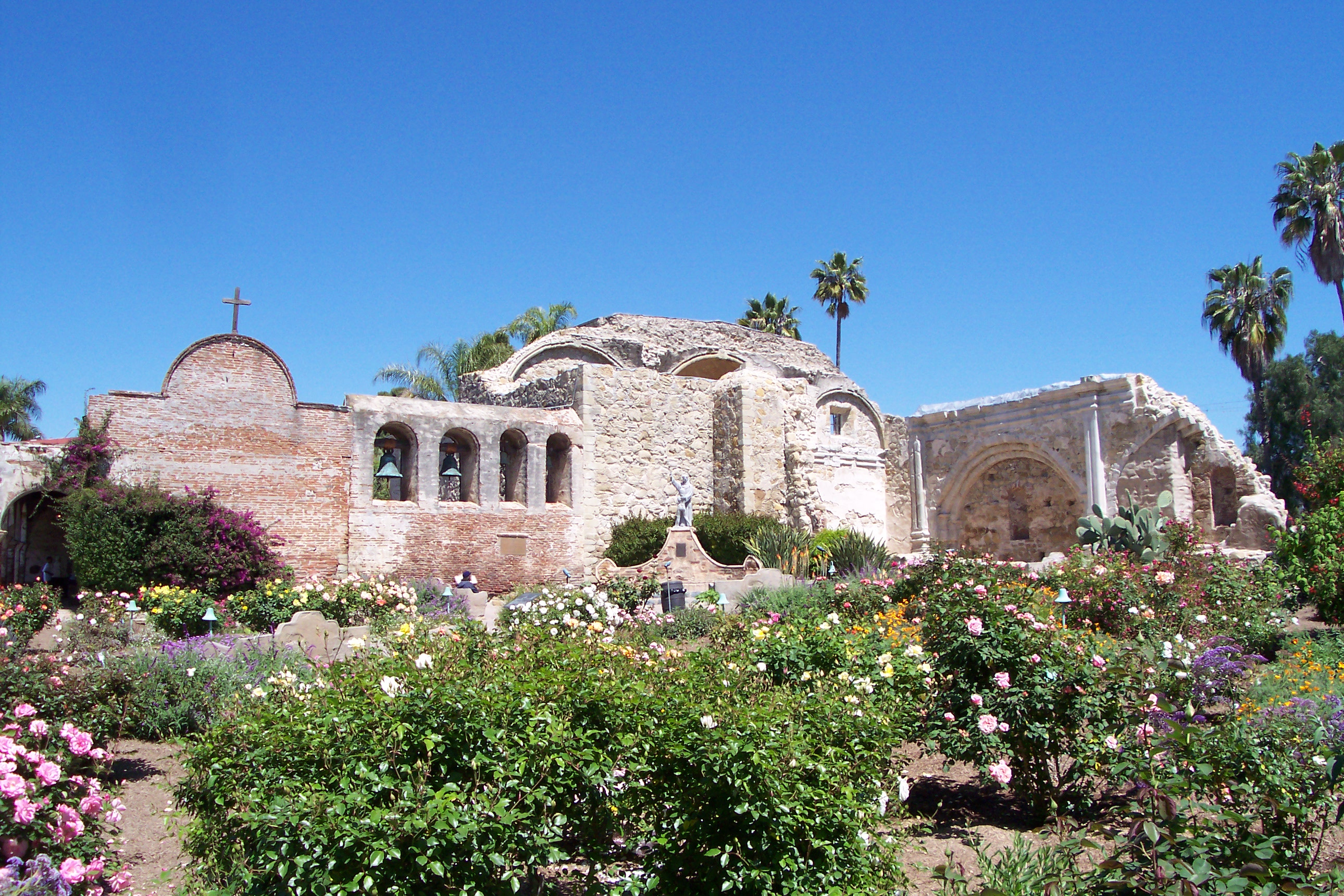
Mission San Juan Capistrano im April 2005. Links die Fassade der Kirche, gebaut aus Lehmziegeln; dahinter die Glockenwand. Die Mission hat den Ruf, „die schönste der franziskanischen Ruinen“ zu sein.

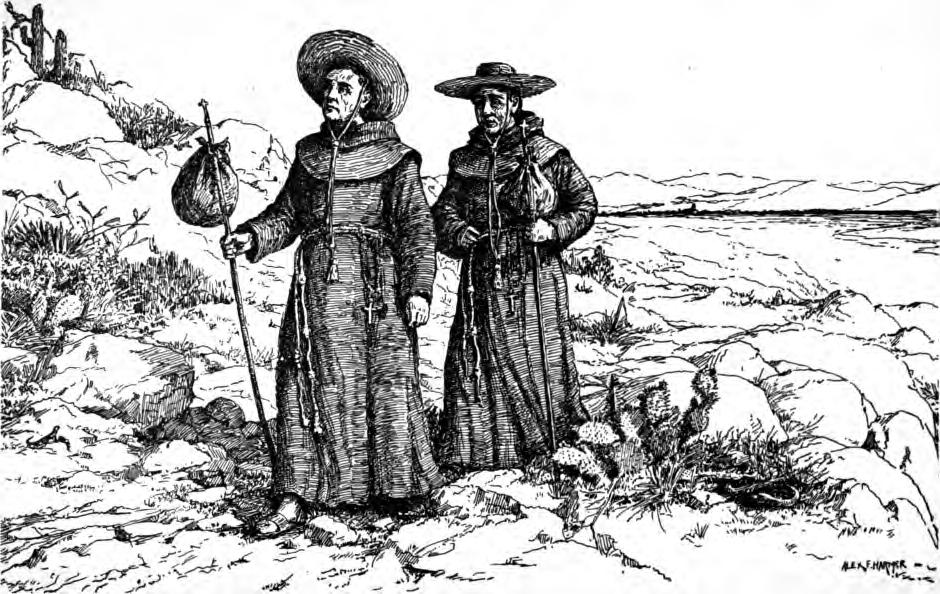
The Missionaries as They Came and Went. Franziskaner in ihrem grauen Habit.

Die spanischen Missionen in Kalifornien sind eine Reihe von Missionsstationen, die zwischen 1769 und 1823 von Franziskanern im heutigen US-Bundesstaat Kalifornien errichtet wurden. Ihr Zweck war, neben der Missionierung der indigenen Bevölkerung zum Christentum, die Behauptung und Festigung der Besitzansprüche der spanischen Krone an der Pazifikküste. Die Missionsstationen waren die ersten europäischen Niederlassungen in Alta California und ein Meilenstein im Vordringen der europäischen Kolonialmächte im amerikanischen Nordwesten. Die Europäer brachten beim Aufbau der Stationen, die zum Teil zu wichtigen wirtschaftlichen und kulturellen Zentren wurden, ihr Wissen von Viehzucht, ihre Früchte, ihre Nutzpflanzen und ihre Handwerkskunst mit. Neben diesen unbestrittenen wesentlichen Beiträgen zur Entwicklung der Region brachte die „Zivilisierung“ der indigenen Bevölkerung für diese den Verlust ihrer Identität, Autonomie und ihres Lebensraumes. Auch führte die „Zivilisierung“ zu einem starken demographischen Rückgang.
Heute gehören die Missionsstationen zu den ältesten Bauwerken Kaliforniens und sind beliebte touristische Ziele.

## Geschichte

### Ursprünge
Seit 1492, nach der Entdeckung Amerikas durch Christoph Kolumbus, war die spanische Krone bemüht, Missionsstationen in den neu entdeckten Gebieten zu errichten, um die Indianer zum römisch-katholischen Glauben zu bekehren. Nueva España, auf Deutsch Neuspanien, umfasste das Gebiet der Karibik, Mexikos und große Teile des Südwestens der heutigen USA. In Papst Alexanders VI. Bulle Inter caetera von 1492 war im Prinzip ganz Amerika den Spaniern zur Kolonisierung überlassen worden. Dazu gehörte auch das Gebiet von Alta California, das praktisch mit dem heutigen Bundesstaat Kalifornien deckungsgleich ist. Im nächsten Jahr wurde im Vertrag von Tordesillas die Aufteilung zwischen Spanien und Portugal fast unverändert bestätigt. Antonio de la Ascensión, der mit Sebastián Vizcaíno 1602 nach San Diego gereist war, verfasste die ersten Berichte, die den spanischen König bewegten, das Gebiet des historischen Kalifornien zu kolonisieren.
Jedoch erst als 1741 bekannt wurde, dass die Russen von Westen her nach Nordamerika drängten, sah der spanische König Philipp V. eine Eroberung von Oberkalifornien als tatsächlich notwendig an. Im Geheimen hatte bereits Sir Francis Drake für Elisabeth I. Nordamerika für England beansprucht, was aber ohne Folge blieb. Während es bereits 1721 einundzwanzig von Jesuiten errichtete Missionsstationen in Baja California gab, war der Norden, das heutige Kalifornien, noch nicht betreten worden. 1767 ordnete Karl III. in der Folge des Jesuitenverbotes an, dass alle jesuitischen Missionare nach Spanien zurückzudeportieren seien, womit die Kolonisierung des Nordens den Franziskanern überlassen blieb, während dominikanische Priester die Stationen in Niederkalifornien übernahmen. Es wird vermutet, dass es zu jener Zeit etwa 300.000 Indianer gab, die in Oberkalifornien lebten, verteilt auf etwa 100 verschiedene Stämme, allerdings schwanken die Angaben zwischen verschiedenen Autoren erheblich.

### Missionen (1769–1833)

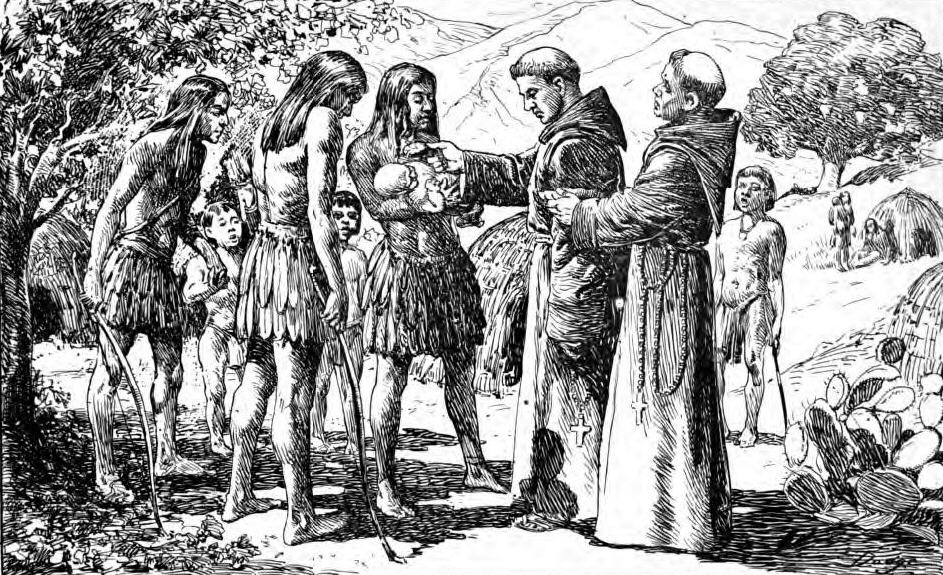
Die ersten Taufen in Kalifornien fanden im „Canyon of the Little Christians“ statt.

Die erste Expedition nach Alta California auf dem Landweg unternahm Gaspar de Portolà 1769. Junípero Serra, ein Franziskaner, der an Portolàs Expedition beteiligt war, gründete in San Diego die erste Missionsstation. Bei ihrem Weiterzug, auf der Suche nach der Bucht von Monterey, kamen die Patres Francisco Gómez und Juan Crespí (1721–1782) durch eine Siedlung, in der zwei junge Mädchen im Sterben lagen. Das erste, noch ein Kleinkind, wurde von Gómez auf den Namen „Maria Magdalena“ getauft, während Crespí dem anderen, welches an schweren Verbrennungen litt, den Namen „Margarita“ gab. Dies waren die ersten Taufen in Oberkalifornien. Die Expeditionsteilnehmer nannten den Ort „Los Cristianos“. Portolàs Expedition erreichte 1769 die Bucht von San Francisco, verpasste das gesuchte Monterey aber. Erst ein Jahr später, bei der nächsten Reise in den Norden, fanden die Entdecker die gesuchte Bucht von Monterey und gründeten dort die zweite Station.
Im Verlauf der nächsten Jahre entstanden unter der Führung von Pater Junípero Serra insgesamt 21 Missionsstationen von San Diego bis nach Sonoma nördlich von San Francisco. Die einzelnen Stationen sind jeweils einen Tagesritt, also etwa 50 Kilometer, voneinander entfernt und bilden El Camino Real, die „königliche Straße“.

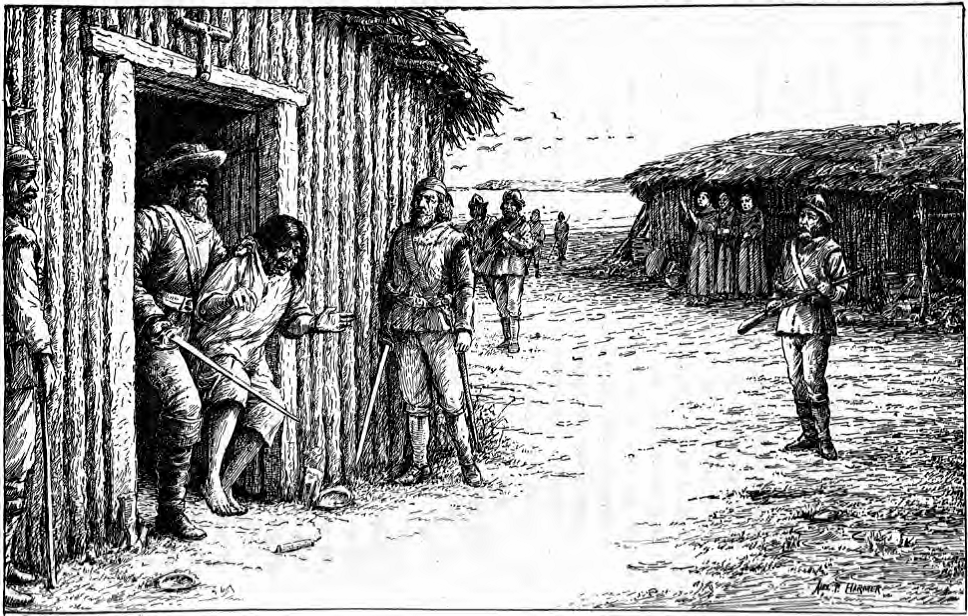
Captain Fernando Rivera y Moncada verletzte das Kirchenasyl in der Mission San Diego de Alcalá am 26. März 1776, als er einen Neophyten gegen den Widerstand der Padres wegführte. Pater Pedro Font beschrieb die Szene später: „…Rivera betrat die Kapelle mit gezogenem Schwert“ („…con la espada desnuda en la mano“). Für sein Verhalten wurde Rivera daraufhin exkommuniziert.

Eigentlich hätten, gemäß dem sonst üblichen Vorgehen Spaniens, die einzelnen Stationen und alle dazugehörigen Ländereien innerhalb von etwa zehn Jahren von Klöstern in Diözesen umgewandelt werden sollen. So war es bei den übrigen Missionsstationen Mexikos, Zentralamerikas und Perus bereits vollendet worden. Doch Serra merkte bald, dass er an dieser Nordgrenze viel länger brauchen würde, um die indigene Bevölkerung für den neuen Glauben zu gewinnen und die Stationen aufzubauen. Zu den Stationen gehörten umfangreiche Ländereien und Viehherden, zu deren Pflege und Aufzucht die Einheimischen ausgebildet wurden, wodurch sich um die Stationen bereits kleine Dörfer bildeten. Bis 1800 wurde die Arbeit der Indianer zum Rückgrat der Wirtschaft am Camino Real. Keine der Missionsstationen erreichte je eine vollständige finanzielle Unabhängigkeit, so dass immer eine gewisse (allerdings geringe) Unterstützung aus Spanien erforderlich war. Nach dem Ausbruch des Mexikanischen Unabhängigkeitskrieges blieben diese Zahlungen aus nachvollziehbaren Gründen aus und die Stationen waren auf sich selbst gestellt.
Erhebliche Probleme bereiteten die von den europäischen Einwanderern eingeschleppten Seuchen, besonders die Masern. Während die Europäer gegen diese Krankheiten weitgehend immun waren, hatte das Immunsystem der Indianer diesen nichts entgegenzusetzen. Während der großen Epidemie von 1806 starb ein Drittel der Indianer an den Masern oder an damit verbundenen Komplikationen.

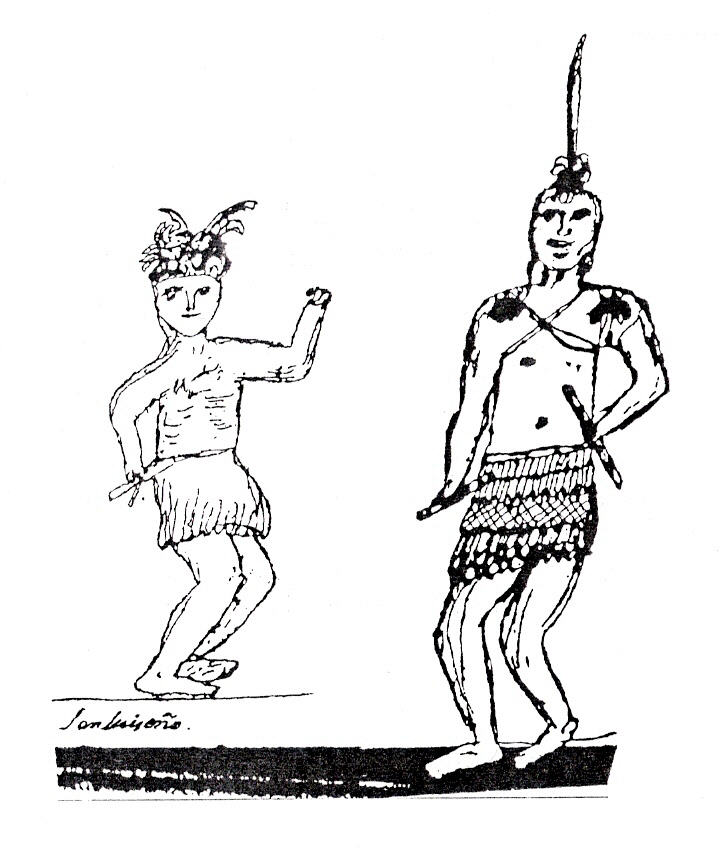
Pablo Tac, der in der Mission San Luis Rey lebte, zeichnete dieses Bild junger Männer.

1812 erreichten die Russen bei ihrem Vordringen nach Kalifornien Fort Ross im heutigen Sonoma County. Das war der südlichste Punkt der russischen Kolonisierungsversuche. Im November und im Dezember 1818 wurden mehrere der Missionen von Hippolyte de Bouchart, der auch „Kaliforniens einziger Pirat“ genannt wird, überfallen, teilweise geplündert oder zerstört. Während er in den Ländern Südamerikas den Ruf eines Patrioten bekam, galt er in Kalifornien als Pirat. Viele Priester flohen in die Mission Nuestra Señora de la Soledad, da diese am besten geschützt war. Ironischerweise wurde in der von den Piratenüberfällen verschonten Mission von Santa Cruz besonders viel gestohlen – durch die Einwohner, die mit dem Schutz der Kirchenschätze betraut worden waren.
Im Jahr 1819 entschied Spanien, wegen der Kosten für den Unterhalt dieser weit entfernten Gebiete, seine Ausdehnung in der Neuen Welt auf Oberkalifornien zu beschränken. Eine Reise von Europa nach Kalifornien dauerte bis in die Mitte des 19. Jahrhunderts etwa ein halbes Jahr, womit auch die Verwaltung äußerst schwierig war. Die Mission von Sonoma (gegründet 1823) wurde die nördlichste der spanischen Missionen in Kalifornien. Die Mission war allerdings vor allem ein militärischer Stützpunkt als ein religiöses Zentrum – zunächst gegen die Russen, dann gegen die Amerikaner. Dennoch wurde eine große Kirche errichtet und es wurden Indianer getauft. Der Plan, 1827 eine weitere Mission in Santa Rosa zu gründen, wurde verworfen. Zu jener Zeit war die Angst vor den Russen weitgehend verflogen und die größte Gefahr blieben die Amerikaner. Allerdings waren das in keiner Weise die einzigen Länder, die Ansprüche auf das Gebiet erhoben, auch China, Indien, Japan, Portugal und Holland strebten nach Kolonialbesitz. Die Franzosen waren während langer Zeit die größte Gefahr für die Spanier, diese war aber 1763 durch die Niederlage im Siebenjährigen Krieg und den damit verbundenen Rückzug aus Amerika gebannt worden.
Als 1824 in Mexiko die Republik ausgerufen wurde, wurden Rufe nach der Säkularisation der Missionen lauter. José María de Echeandía, der erste mexikanische Gouverneur von Alta California erließ die sogenannten Prevenciónes de Emancipacion, „Proklamation der Emanzipation“ am 25. Juli 1826. Diese befreite alle qualifizierten Indianer in den Militärdistrikten von San Diego, Santa Barbara und Monterey aus der Jurisdiktionsgewalt der Missionen und bot ihnen die mexikanische Staatsbürgerschaft an. Für jene, die bleiben wollten, waren nun Körperstrafen weitgehend verboten. Echeandía wollte damit vor allem einige prominente Kalifornier begünstigen, die bereits ihre Augen auf die Ländereien der Missionsstationen geworfen hatten.
Um 1830 waren auch die Neubekehrten zuversichtlich genug, die Missionen selber führen zu können. Die Pater waren davon aber noch nicht überzeugt. Weitere Einwanderung erhöhte den Druck auf die lokalen Regierungen, die Missionsbesitztümer an sich zu reißen und die auf den Ranchos lebenden Indianer zu enteignen, um das Gebiet den Einwanderern zu geben. Rassistische und oftmals völlig frei erfundene Behauptungen dienten als Vorwand für diese Aktionen. 1827 beschloss die mexikanische Regierung, alle Spanier, die jünger als 60 Jahre waren, aus den mexikanischen Gebieten auszuweisen. Allerdings intervenierte Echeandía selber, um einige der Deportationen zu verhindern, als es dann tatsächlich so weit kam.
Obwohl Gouverneur José Figuera, der seit 1833 im Amt war, zunächst versuchte, das Missionssystem in Stand zu halten, beschloss jetzt auch das mexikanische Parlament einen Akt für die Säkularisationen der Missionen in Kalifornien. Das Gesetz sah auch die Kolonisierung sowohl von Alta als auch von Baja California vor, die Kosten dafür sollten durch den Ertrag aus den Verkäufen von Missionseigentum gedeckt werden.

### Zeit der Ranchos (1834–1849)
Die Mission San Juan Capistrano war die erste, die aufgrund der neuen Gesetze am 9. August 1834 aufgelöst wurde. Neun weitere folgten noch im selben Jahr und deren sechs 1835. Die letzten, darunter San Buenaventura und San Francisco, wurden im Juni und im Dezember 1836 säkularisiert. Die Franziskaner gaben daraufhin die meisten Missionen auf, nahmen aber alles Wertvolle mit. Anschließend wurden die Missionsstationen häufig von den Einheimischen geplündert und als Steinbruch für die eigenen Häuser verwendet. Einige der Missionen, darunter San Juan Capistrano, San Dieguito und Las Flores Estancia, blieben jedoch bestehen, da eine Klausel in Echeandías Proklamation die Umwandlung in pueblos, also Dörfer, erlaubte. Eine Schätzung gibt an, dass zur Zeit der Konfiszierungen allein die Missionsstationen 80.000 Einwohner hatten, während andere Quellen angeben, dass die Einwohnerzahl des ganzen Bundesstaates bis 1840 auf etwa 100.000 gefallen war – unter anderem wegen der bereits erwähnten Krankheiten und wegen der Praxis der Franziskaner, viele Frauen ins Kloster zu stecken oder durch Geburtenkontrolle den Nachwuchs einzuschränken. Daneben sorgten aber auch die Umstellung der Ernährung und der Kulturschock mit der starken physischen und psychischen Gewalt, die die weißen Einwanderer anwendeten – besonders während des anschließenden Goldrausches – für hohe Sterberaten.

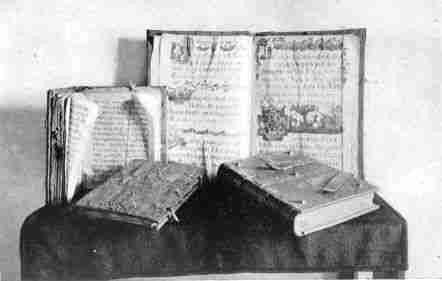
Messbücher in der Mission San Luis Rey de Francia; 1913

Pío Pico, der letzte mexikanische Gouverneur von Alta California, musste bei seinem Amtsantritt feststellen, dass das Geld zur Verwaltung seiner Provinz knapp war. Er stellte beim Parlament den Antrag, die zu den Missionen gehörenden Ländereien und Gehöfte zu vermieten oder zu verkaufen. Nicht verkauft wurden die Kirchen und die Häuser der Priester. Man hoffte, mit dem eingenommenen Geld die Missionszentren finanzieren zu können, was aber nur teilweise gelang. Nach der Säkularisierung wurde das Hauptquartier der franziskanischen Missionen von Padre Presidente – das war der Titel des Leiters der Missionsstationen – Narciso Durán nach Santa Barbara verlegt. Alle wesentlichen Schriften über jene Zeit wurden auch mitgenommen, so dass in der Mission Santa Barbara ungefähr 3000 originale Schriften aus der frühesten Besiedlungszeit Kaliforniens aufbewahrt werden. Die Bibliothek dient heute wichtigen historischen Studien. Die Mission Santa Barbara ist die einzige, die seither ununterbrochen von Franziskanern bewohnt und bewirtschaftet wird.
Später wurden die Säkularisierung und die damit einhergegangenen Veränderungen teilweise heftig kritisiert. Die Ländereien wurden viel zu billig oder für profane Zwecke verkauft und die getauften Indianer wurden in der Landschaft verstreut und dem Hunger ausgesetzt.

“Disestablishment – a polite term for robbery – by Mexico (rather than by native Californians misrepresenting the Mexican government) in 1834, was the death blow of the mission system. The lands were confiscated; the buildings were sold for beggarly sums, and often for beggarly purposes. The Indian converts were scattered and starved out; the noble buildings were pillaged for their tiles and adobes…”

### Nach der Staatsgründung

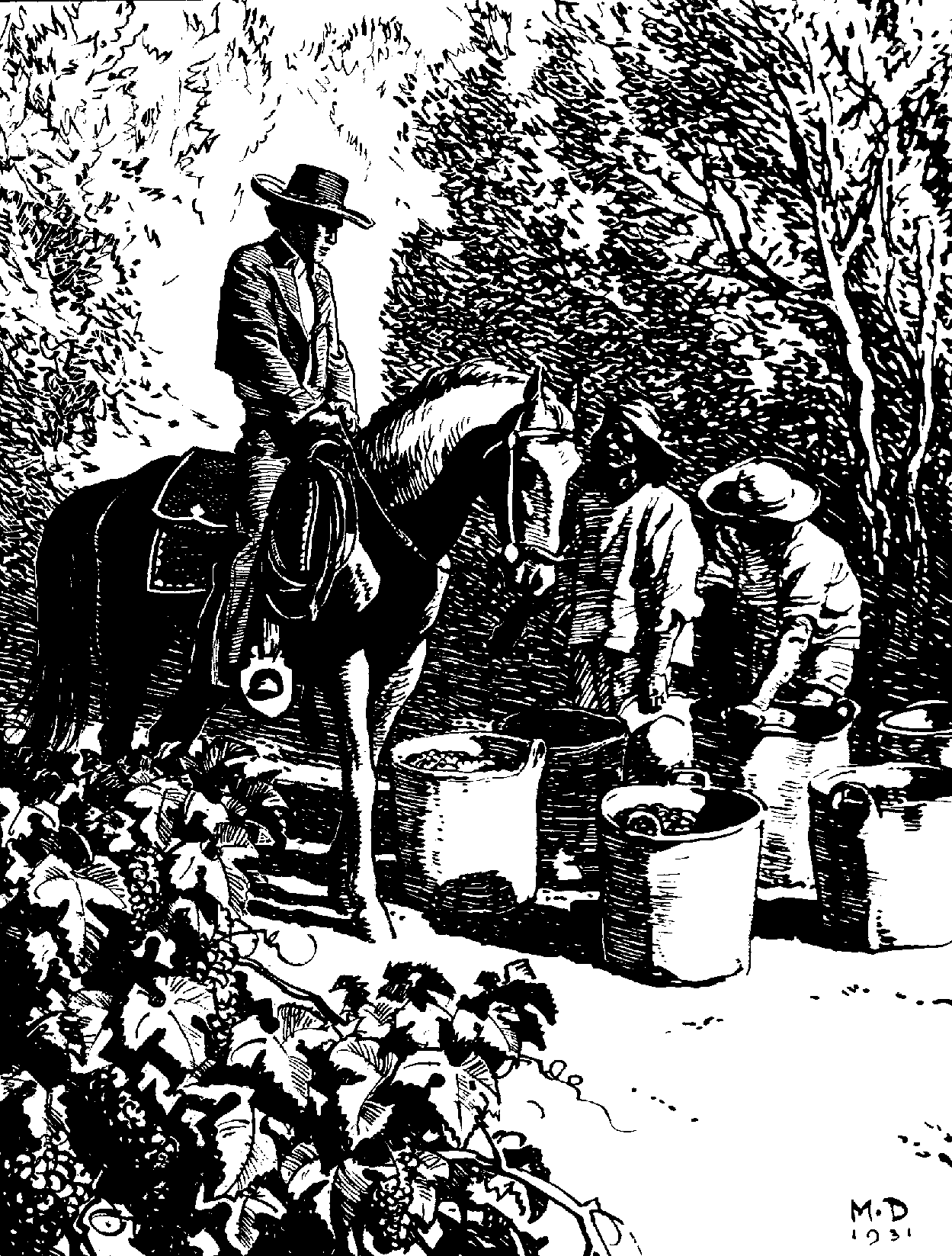
Hugo Reid, ein scharfer Kritiker des Missionssystems und seiner Auswirkungen auf die Bevölkerung; in der Rancho Santa Anita; etwa 1850

Durch die Konfiszierung der Missionsstationen zwischen 1834 und 1838 verloren die ungefähr 15.000 Neophyten den Schutz durch die Missionen, zusammen mit ihren Herden und allem anderen beweglichen Besitz. Durch die Bildung des US-Bundesstaates Kalifornien verloren sie auch noch das Anrecht auf den Boden.
Im Mai 1846 erklärten amerikanische Siedler die Unabhängigkeit Kaliforniens, im September 1850 wurde Kalifornien infolge des Mexikanisch-Amerikanischen Krieges als einunddreißigster Staat in die USA aufgenommen. Der Kongress in Washington verabschiedete am 30. September 1850 ein Gesetz, das dem Präsidenten erlaubte, mit verschiedenen indianischen Stämmen Verträge auszuhandeln. Bis 1852 wurden mit 402 indianischen Häuptlingen – diese repräsentierten etwa ein Drittel bis die Hälfte der Indianer in Kalifornien – solche Verträge abgeschlossen. Bereits 1851 war auf Ersuchen des kalifornischen Senators William M. Gwin die sogenannte „Public Land Commission“ errichtet worden, die in den folgenden Jahren die Ansprüche der mexikanischen und spanischen Siedler auf das Land untersuchen sollte. Dieses war inzwischen vielerorts von den in Massen eingewanderten Goldsuchern während des Goldrausches besetzt worden. Die Bedingungen, um überhaupt die Ansprüche geltend machen zu können, waren jedoch enorm hoch und die Verfahren sehr zeit- und kostenintensiv, so dass viele Anspruchsberechtigte die Rückgabe entweder nicht mehr erlebten oder die Gerichtskosten nicht bis zum Ende bezahlen konnten.
Relativ erfolgreich in diesen Prozessen war die Kirche. Die Missionen erhielten unter Erzbischof Joseph Sadoc Alemany einen großen Teil ihrer Ländereien zurück. 1875 wurden auch einige Indianerreservate ausgerufen. Die Zahl der „Missions-Indianer“ war bis 1879 gemäß Angaben eines Kommissärs auf etwa 3000 gefallen.

## Aufbau und Architektur der Missionen

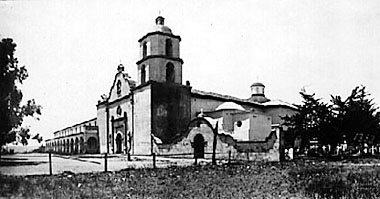
Mission San Luis Rey de Francia, etwa 1910. Diese Mission hebt sich von den übrigen durch den starken maurischen Baustil ab.

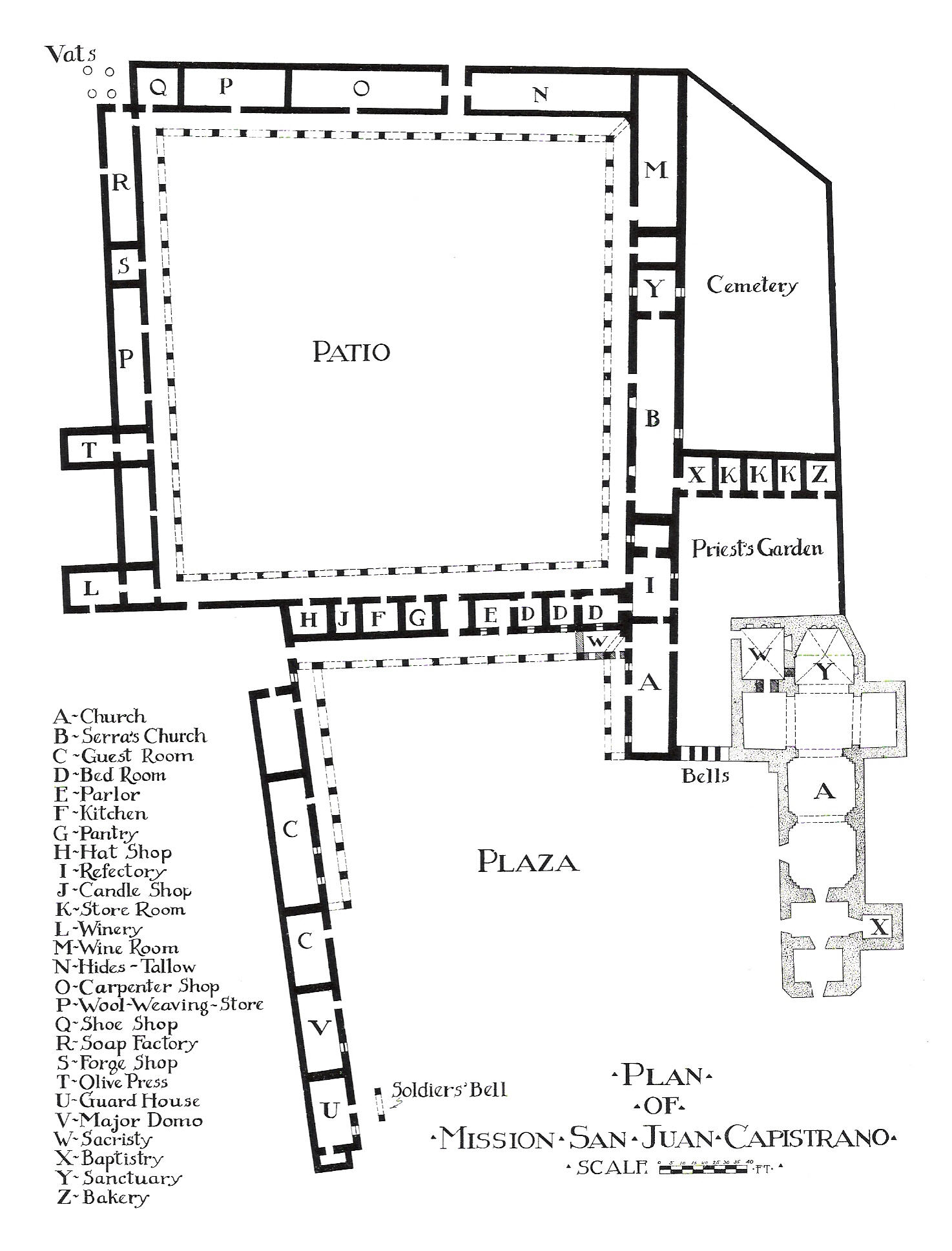
Ein Plan der Mission San Juan Capistrano mit der „Großen Steinkirche“; gezeichnet vom Historiker Rexford Newcomb im Jahr 1916.

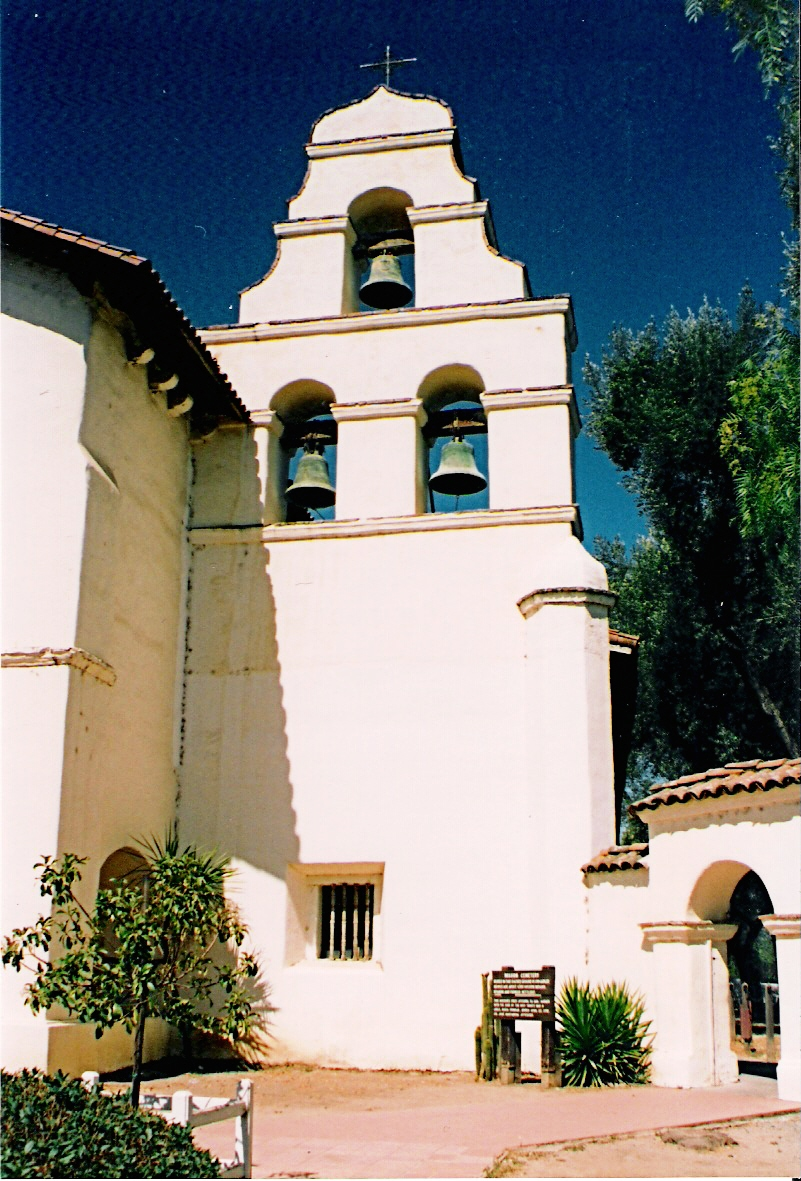
Die campanario („Glockenwand“) der Mission von San Juan Bautista. Zwei der Glocken wurden nach dem Erdbeben von San Francisco aus den Trümmern geborgen.

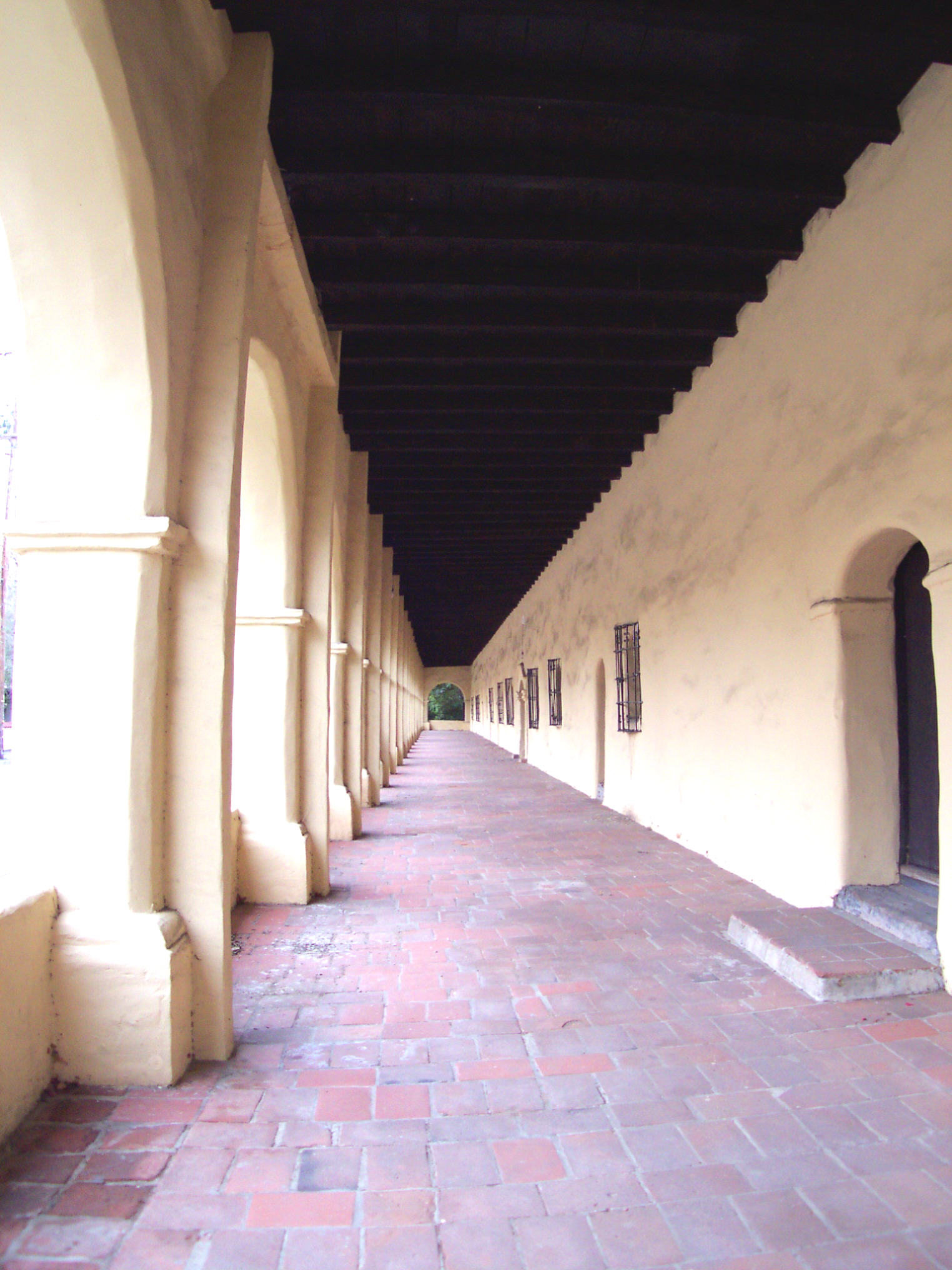
Ein typischer Korridor in einem Innenhof, hier in der Mission San Fernando Rey de España

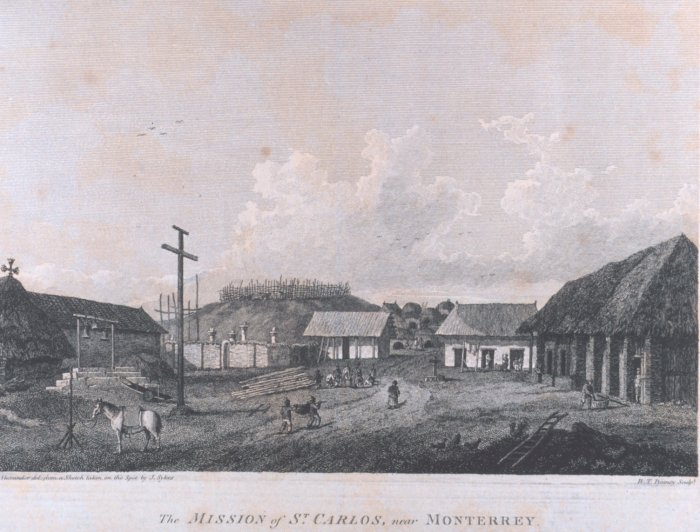
Eine Zeichnung der Mission San Carlos Borromeo de Carmelo; George Vancouver, November 1792, aus A Voyage of Discovery to the North Pacific Ocean and Round the World.

Neben den presidios (Forts) und den pueblos (Dörfern) waren die misiónes das dritte Instrument mit dem die Spanier ihre Grenzen erweiterten und ihre Kolonien verwalteten. Zu den Missionen gehörten Asistencias, kleine religiöse Zentren, außerhalb der Missionen, in denen zeitweise eine Messe gehalten wurde, wo aber keine eigenen Priester wohnten. Auch solche Asistencias wurden dort errichtet, wo die Aussicht gut war, viele Indianer zum Christentum bekehren zu können. Die Missionsstationen mussten für die Selbstversorgung ausgelegt werden, da das Beschaffen von Nachschub damals nicht in nützlicher Zeit möglich gewesen ist. Die nächsten Kolonialbasen in Mexiko waren von Kalifornien aus mehrere Monate entfernt und die Schiffe jener Zeit erreichten nur eine geringe Transportkapazität. Deshalb waren die Mönche auf die Hilfe von Einwanderern oder von konvertierten Indianern angewiesen.
Am Anfang der Gründung einer neuen Mission stand viel Bürokratie, was Monate, manchmal Jahre in Anspruch nahm. War dann der Bauplatz festgelegt, wurden zunächst einfache Hütten für die Missionare und die Soldaten errichtet. Der Platz musste mit Wasser versorgt sein, genügend Holz als Baumaterial und für Feuer zur Verfügung stellen und Platz für die Weidung von Vieh bieten. Als erstes wurde danach der Standort der Kirche, des wichtigsten Gebäudes der Mission, festgelegt. Die Häuser der Priester, der Soldaten und Diener, das Refektorium, Werkstätten, die Küche, Lagerhäuser und weitere Gebäude wurden meistens um den Patio angelegt. Dieser war meistens ungefähr quadratisch angelegt und diente auch Festlichkeiten und Zeremonien. Im Falle einer Gefahr diente er auch als Rückzugsort. Nach Außen wurde eine massive Mauer errichtet, gegen innen wurde ein überdachter Säulengang gebaut. Auch gehörte immer ein Glockenturm oder eine Glockenwand zur Mission.
Der Mangel an importiertem Baumaterial und das Fehlen von qualifizierten Bauarbeitern beeinflusste die Architektur der Missionszentren erheblich. Im Weiteren wurde die Architektur wesentlich von der spanischen Architektur jener Zeit geprägt. Auch fehlten den Missionaren Vermessungsinstrumente, weshalb schon die Grundrisse der Anlagen oft nicht exakt quadratisch angeordnet sind. Die Gebäude bestehen vorwiegend aus nur fünf Baumaterialien: Lehmziegel, Keramikfliesen, Holz, Steinen und Backsteinziegeln. Diese wurden in der Nähe der Bauplätze gewonnen. Bauholz von großen Bäumen war in der Gegend relativ rar, so dass dieses teilweise von weit her herbeigeschafft werden musste, was auch die oftmals sehr geringen Ausmaße der Räume erklärt. Wo möglich, wurde mit Steinen gebaut. Allerdings nahm man aus mangelndem Wissen heraus Sandstein, der zwar einfacher zu bearbeiten ist als andere Baumaterialien aber auch weniger beständig. Als Mörtel diente Lehm und Dreck, denn Kalk stand keiner zur Verfügung.
Backsteinziegel werden, im Gegensatz zu den Lehmziegeln, gebrannt, was ihnen eine deutlich längere Lebensdauer verschafft. Die meisten Gebäude aus gebrannten Ziegeln standen noch lange, nachdem jene aus Lehmziegeln zu Schutt verkommen waren.
Gedeckt wurden die Häuser zunächst mit Stroh. Nach etwa 1790 wurden auch Ziegel eingesetzt. Diese brachten neben dem offensichtlichen Vorteil des geringeren Brandrisikos auch noch eine Verbesserung der Lebensdauer der Mauern, da sie dichter hielten und nicht innen feucht wurden.

## Leben in den Missionen

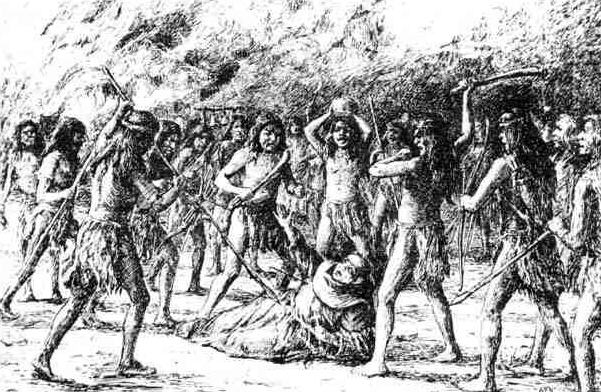
Die Darstellung zeigt den gewaltsamen Tod von Pater Luís Jayme durch die Hand von wütenden Indianern am 4. November 1775. Der Aufstand war der erste von etwa einem Dutzend ähnlicher Vorkommnisse zur Zeit der Missionen in Kalifornien. Die meisten Aufstände wurden jedoch von den Spaniern dank ihrer überlegenen Waffen schnell niedergeschlagen. Häufiger beschränkte sich der Widerstand auf die Nicht-Kooperation, Flucht oder Viehdiebstahl.

Die Hauptaufgabe der Missionare war klar: Sie sollten die Indianer von ihrem „freien, undisziplinierten“ Leben zu zivilisierten Mitgliedern der Gemeinschaft machen. Insgesamt 146 Franziskaner, alle Priester und die meisten in Spanien geboren, dienten zwischen 1769 und 1845 in den Missionen in Kalifornien. 67 Missionare kamen dabei ums Leben, zwei davon, Luís Jayme und Andrés Quintana, als Märtyrer. Zumindest Quintana war an seinem Schicksal jedoch nicht unwesentlich selber beteiligt. Angeblich soll er versucht haben, Geißeln mit Stahlenden gegen „seine“ Arbeiter einzusetzen. Entsprechend den Regeln des Franziskanerordens lebten in jeder Mission zwei Pater, die den Konvent bildeten. Ihnen wurden fünf bis sechs Soldaten unter der Leitung eines Korporals zugeteilt. Dieser war der Aufseher über die weltlichen Angelegenheiten der Missionen, ausgehend von den Weisungen der Patres.
Das Leben in den verschiedenen Stationen unterschied sich zwar geringfügig, aber vieles war überall sehr ähnlich. Nachdem ein Indianer getauft worden war, wurde er zum Neophyten. Während dieser Zeit wurden den getauften die Grundlagen des Christentums und des christlichen Glaubens vermittelt. Häufig wurden die Indianer aus reiner Neugier zu einer Taufe gelockt oder aber aus der Überzeugung heraus, so am Handel teilzuhaben. Viele mussten aber feststellen, dass sie durch die Taufe sich selbst und ihre Freiheit an die Missionare verschrieben hatten. Für die Pater war ein getaufter Indianer nicht mehr frei, sich im Land zu bewegen, sondern musste seine Arbeitsleistung unter der strikten Aufsicht der Brüder und der Aufseher in der Mission erbringen. Die Pater trieben sie zu den täglichen Messen und Arbeiten. Indianer, die sich einige Tage nicht zur Arbeit meldeten, wurden gesucht und, so man ihrer habhaft wurde, bestraft. Im Jahr 1806 schlossen sich 20.355 Indianer den Missionen an, das ist die höchste Zahl während der Missionierungszeit. Diese wurde im Jahr 1824 mit 21.066 noch einmal übertroffen.

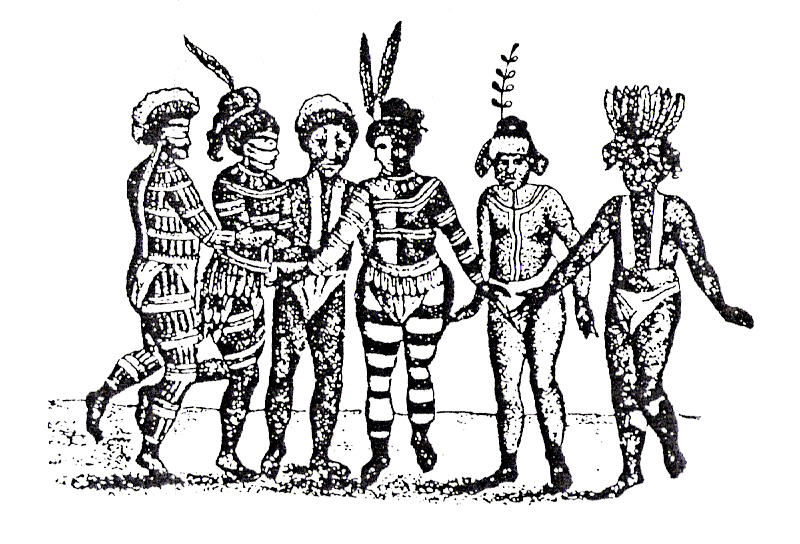
Georg Heinrich von Langsdorff, ein früher Reisender in Kalifornien, zeichnete diese Gruppe tanzender Ohlone in San José im Jahr 1806. Er schrieb: „The hair of these people is very coarse, thick, and stands erect; in some it is powdered with down feathers … Their bodies are fantastically painted with charcoal dust, red clay, and chalk. The foremost dancer is ornamented all over with down feathers, which gives him a monkey-like appearance; the hindermost has had the whimsical idea of painting his body to imitate the uniform of a Spanish soldier, with his boots, stockings, breeches, and upper garments.“

Die jungen indianischen Frauen mussten im sogenannten monjerío (Frauenkloster) wohnen, wo sie von einem vertrauenswürdigen indianischen Führer beaufsichtigt und ausgebildet wurden. Sie durften den Konvent erst verlassen, wenn sie von einem Indianer „gewonnen“ worden waren und bereit waren für die Hochzeit. Vor der Hochzeit durften sich die potentiellen Partner entsprechend einem spanischen Brauch nur durch ein vergittertes Fenster kennenlernen. Nach der Hochzeit zog die Frau aus dem Missionsquartier aus in eine der für Familien vorgesehenen Hütten. Diese „Frauenklöster“ wurden von den Priestern als Notwendigkeit angesehen, da man die Frauen vor den Männern schützen müsse. Die beengenden Verhältnisse und sanitarisch bedenklichen Zustände führten zu einer schnellen Verbreitung von Krankheiten und zu einer erheblich erhöhten Sterblichkeit unter den Frauen. Das führte dazu, dass die indianischen Männer die Priester aufforderten, weitere Dörfer zu erobern und zu unterwerfen, um ihnen Frauen zu beschaffen. Bis am 31. Dezember 1832, dem Höhepunkt der Entwicklung der Missionen, hatten die Pater insgesamt 87.787 Taufen durchgeführt, 24.529 Hochzeiten veranstaltet und 63.793 Verstorbene registriert.
Glocken hatten im täglichen Leben der Missionen eine wesentliche Bedeutung. Sie wurden geläutet, um die Menschen zum Mahl und zum Gottesdienst zu rufen und zur Arbeit aufzufordern. Auch bei Geburten und Beerdigungen wurden Glocken geläutet. Die Novizen wurden genau darüber aufgeklärt, wann sie welche Glocken zu läuten hatten. Der Tagesablauf begann bei Sonnenaufgang mit der Frühmesse und Gebet, gefolgt vom Unterricht im römisch-katholischen Glauben. Nach einem – nach damaligem Standard – großzügigen Frühstück aus Atole, wurden die täglichen Aufgaben zugeteilt. Schneidern, Stricken, Weben, Sticken, Waschen und Kochen waren die vornehmlichen Arbeiten der Frauen. Stärkere Frauen mussten Mehl mahlen oder Lehmziegel (25 kg schwer) zu den Baustellen tragen. Die Aufgaben der Männer waren vielseitig: Die Missionare brachten ihnen das Pflügen, das Säen, die Bewässerungstechnik, das Pflegen und die Ernte auf dem Feld bei. Auch lernten sie den Bau von Häusern aus Lehmziegeln, das Gerben von Leder, das Schafe scheren, die Verarbeitung von Wolle, die Kunst der Seilerei, das Malen und weitere Handwerke.

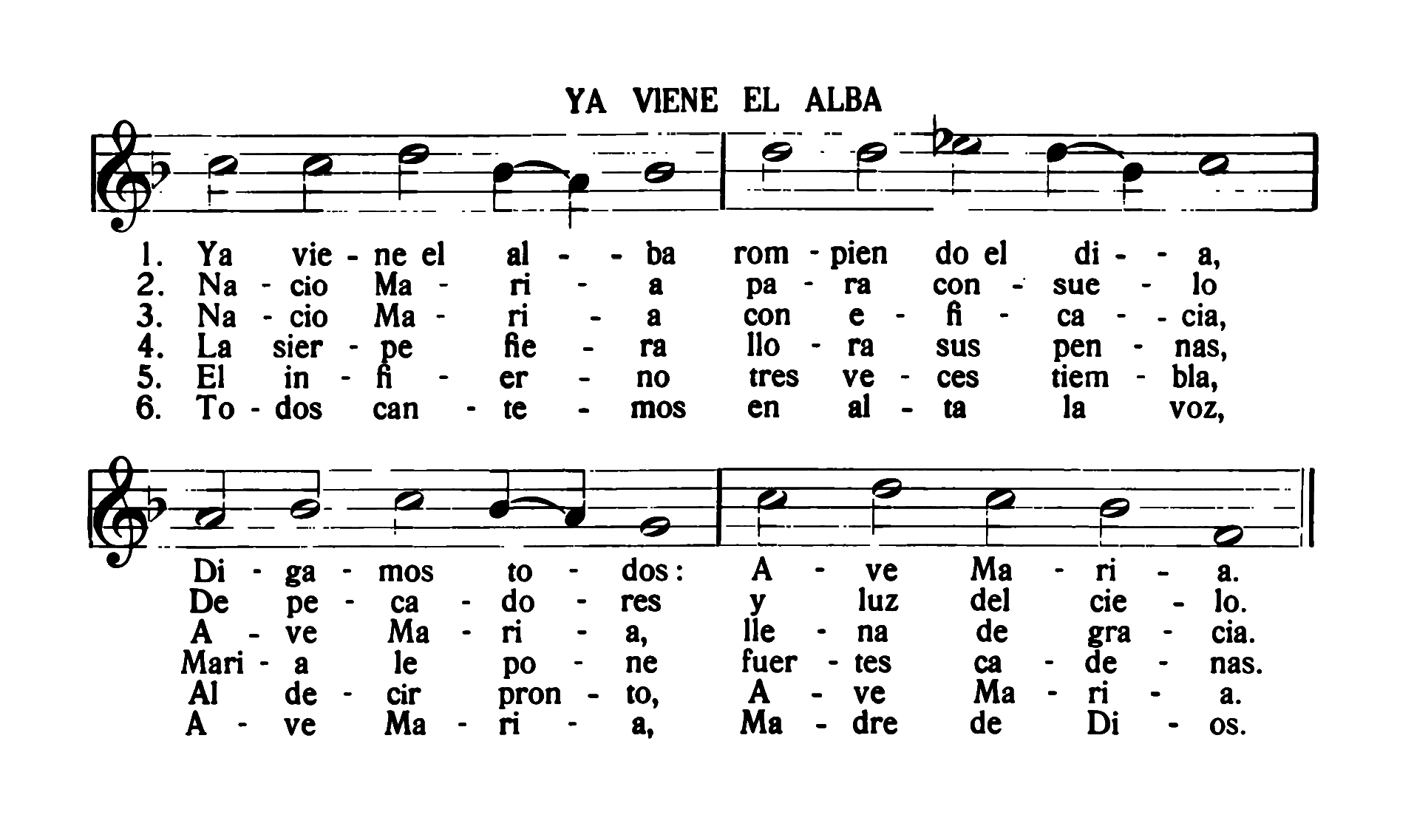
Ya Viene El Alba („Der Morgen kommt schon“), eine typische Hymne, die in den Missionen gesungen wurde.

Der Arbeitstag dauerte sechs Stunden, unterbrochen durch das Mittagessen ungefähr um 11:00 Uhr und eine zweistündige Siesta. Er wurde mit dem Abendgebet, dem Rosenkranz, dem Abendessen und gesellschaftlichen Aktivitäten beschlossen. Es gab etwa 90 Festtage jedes Jahr, um religiöse oder zivile Feste zu feiern, diese waren arbeitsfrei. Trotz dieser, selbst aus heutiger Sicht, sehr fortschrittlichen Arbeitseinteilung waren die Missionen eine Art Sklavenlager. Eigentlich wäre es die Absicht der spanischen Missionare gewesen, die Indianer auszubilden und zu zivilisieren und hernach die Mission zu verlassen und weiterzuziehen, wenn sie selbstständig geworden war. Das funktionierte aber nicht, weil die Missionare versuchten, den Indianern Wissen und eine Religion aufzubürden, die sie nicht verstehen konnten. So blieb den Missionaren nichts anderes übrig, als die Indianer sehr streng und präzise zu führen. Fremde, die die Missionen besuchten, berichteten von der übertriebenen Kontrolle der Indianer durch die Missionare. Ob der hoffnungslosen Unterzahl der Weißen und ihrer Isolation blieb allerdings kaum eine Alternative. Den Indianern wurden keine Löhne bezahlt, da sie nicht als freie Arbeiter angesehen wurden. Dadurch konnten die Missionen sich selber finanzieren und gar einen Überschuss erwirtschaften. Dieser wurde den (spanischen oder europäischen) Siedlern außerhalb der Missionen als Unterstützung zugeteilt, die wirtschaftlich mehr Mühe hatten, da sie nicht auf „Sklavenarbeit“ zurückgreifen konnten.
In jüngerer Zeit gab es umfangreiche Debatten über die tatsächliche Behandlung der Indianer während der Zeit der Spanischen Missionen in Kalifornien. Viele behaupten, dass die Missionen in Kalifornien direkt für den Bevölkerungsrückgang unter den Einheimischen verantwortlich seien. Unklar ist insbesondere auch die Absicht, die die Spanische Krone verfolgte. Waren die Missionen wirklich zur Verbreitung des Glaubens angelegt worden? Oder nur als (verschleierte) Grenzposten? Wollte man mit den Missionen die Konversion fördern oder wollte man mit den Vorposten das Zentrum der Kolonie in Mexiko schützen und die Indianer unter Kontrolle halten?

“The missionaries of California were by-and-large well-meaning, devoted men…[whose] attitudes toward the Indians ranged from genuine (if paternalistic) affection to wrathful disgust. They were ill-equipped—nor did most truly desire—to understand complex and radically different Native American customs. Using European standards, they condemned the Indians for living in a „wilderness,“ for worshipping false gods or no God at all, and for having no written laws, standing armies, forts, or churches.”

## Landwirtschaft und Handwerk in den Missionsstationen

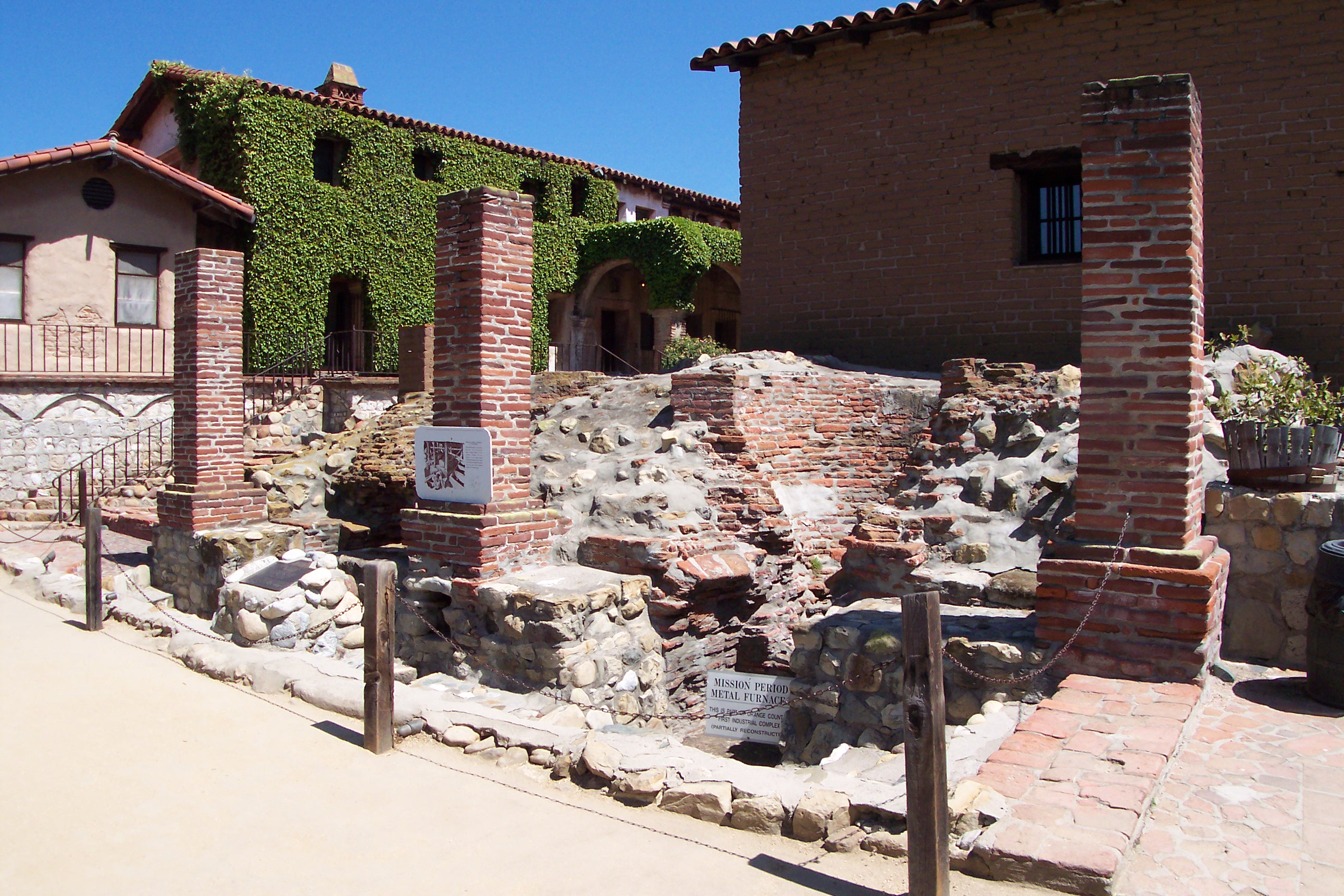
Ansicht der Rennöfen in der Mission San Juan Capistrano, die ältesten ihrer Art in Kalifornien. Das Schild unten rechts beschreibt die Stätte als den ersten Industriebetrieb von Orange County.

Die Missionen sollten in möglichst kurzer Zeit selbstversorgend werden. Die wichtigste Industrie in den Missionen war daher die Landwirtschaft. Unter den angepflanzten Getreidesorten waren Gerste, Mais und Weizen die wichtigsten. Das Getreide wurde getrocknet und mit Steinmühlen zu Mehl verarbeitet. Noch heute ist Kalifornien für die große Vielfalt an Obstbäumen bekannt. Die einzigen „einheimischen“ Früchte Kaliforniens waren aber wilde Beeren an Büschen. Die Spanier hatten viele Samen von Europa nach Kalifornien mitgebracht, die ihrerseits von Asien nach Europa importiert worden waren. Darunter waren Orangen, die Weinbeere, der Apfel, die Pfirsiche und noch einige mehr. Die Weinbeere wurde auch gekeltert und fermentiert, um daraus den für die Heilige Messe benötigten Wein zu gewinnen. Auch für den Handel war der Wein wichtig. Die ersten Weintrauben von der Sorte „Mission“ (entstanden aus der Criolla grande) wurden 1779 in San Juan Capistrano angepflanzt. 1783 wurde daraus der erste in Alta California produzierte Wein.
Die Mission San Gabriel Arcángel wurde unbewusst zum Ursprung der heute sehr bedeutenden Zitrus-Industrie in Kalifornien. Hier wurden 1804 die ersten bedeutenden Zitrusplantagen angelegt. Ihr kommerzielles Potential wurde jedoch erst 1841 entdeckt. Oliven wurden zuerst in der Mission San Diego de Alcalá gezüchtet. Mittels großer Steinräder wurde daraus das begehrte Olivenöl gewonnen. Pater Serra legte in Carmel 1774 auch Tabakplantagen an, was bald auch auf andere Missionsstationen übernommen wurde. Dies wurde von den Einheimischen sehr positiv aufgenommen. Sie hatten Serra eindringlich gebeten, ihnen spanischem Tabak zu geben.
Es lag auch im Aufgabenbereich der Missionen, die spanischen Forts (oder presidios) mit Nahrungsmittel und Handwerkserzeugnissen zu beliefern, damit diese ihre Aufgabe erfüllen konnten. Zwischen den Missionen und den Soldaten gab es andauernde Meinungsverschiedenheiten über die Menge an Getreide, Kleidungsstücke oder Stoffe sie jeweils abzuliefern hatten. Zeitweise waren die Missionen kaum in der Lage, die geforderten Mengen zu liefern, insbesondere wenn aufgrund von Trockenheit die Ernte schlecht war oder wenn Schiffslieferungen aus Übersee nicht ankamen. Die Menge der gelieferten Güter wurde akribisch dokumentiert und jedes Jahr dem Father-Presidente zugesandt.

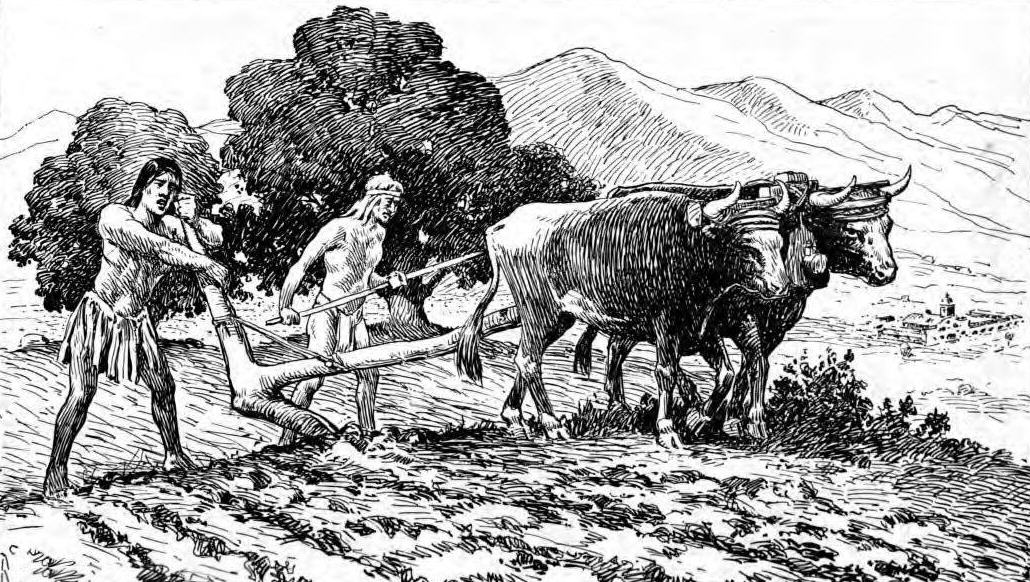
Indianer mit einem primitiven Pflug bei der Feldarbeit in der Nähe der Mission San Diego de Alcalá

Auch die Viehzucht spielte eine wesentliche Rolle in den Missionen. 1832, zur Hochblüte der Missionen, wurde der Viehbestand aller 21 Stationen folgendermaßen angegeben:
- 151.180 Rinder;
- 137.969 Schafe;
- 14.522 Pferde;
- 1.575 Maultiere oder Esel;
- 1.711 Ziegen und
- 1.164 Schweine[65]

Alle diese Tiere waren ursprünglich aus Mexiko mitgebracht worden. Viele Einheimische waren nötig, um die Herden zu hüten, was ihnen bald einen sehr guten Ruf als Viehhüter einbrachte. Die Tiere vermehrten sich aufgrund des geeigneten Klimas in Kalifornien deutlich schneller als erwartet, womit die Weideflächen immer größer wurden. Doch der Züchtungserfolg hatte auch eine Schattenseite: Das unkontrollierte Wachsen der Viehherden belastete das Weideland erheblich und die Tiere zerstörten die Felder der Indianer und ihre eigene Ernte. Die Spanier erkannten das Problem und schickten zeitweise Gruppen aus, um entflohene oder außer Kontrolle geratene Viehherden zu töten. Die Missionsküchen und -bäckereien bereiteten täglich tausende von Mahlzeiten zu. Neben dem Fleisch wurden die Tiere auch zu Rohstoffen verarbeitet. So wurden Kerzen, Seife und Schmierfett aus dem Talg gewonnen. Die Wolle der Schafe wurde zu Kleidern verarbeitet und die Haut der Tiere zu Leder.

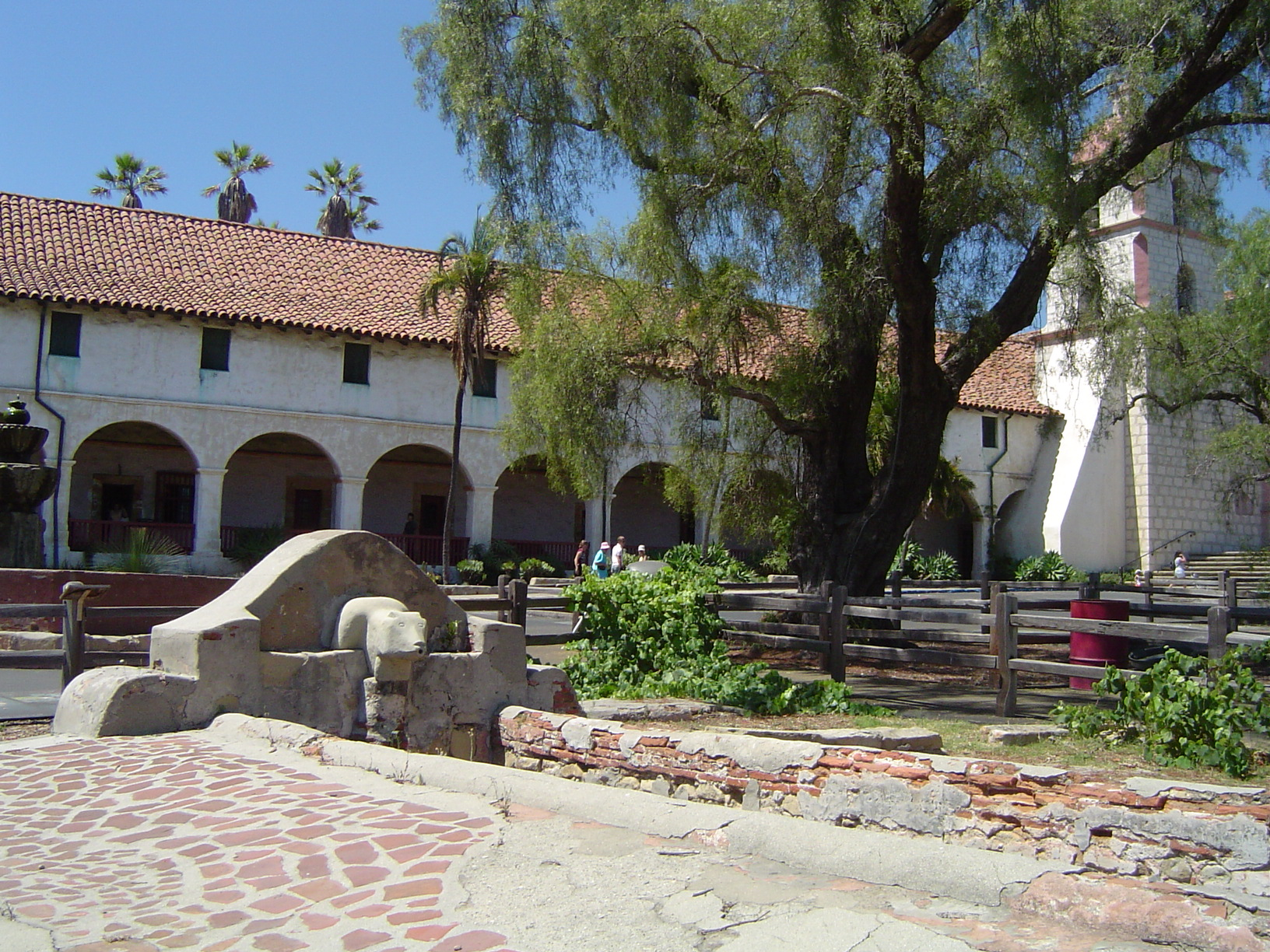
Die lavanderia (Waschküche) der Mission Santa Barbara wurde etwa um 1806 von den Chumash errichtet

Weiterhin gehören zu den erwähnenswerten Berufen natürlich auch die Zimmerer und Bauleute für die Häuser, dazu die Arbeiter an den Brennöfen für die Ziegel und die Schreiner für die Innenausstattung. Auch Keramiktöpfe und Geschirr wurde in den Werkstätten der Missionen hergestellt.
Vor der Missionierung durch die Spanier waren den Indianern nur Knochen, Muscheln, Steine und Holz als Baumaterial, Werkzeuge und Waffen bekannt (einzig in der Töpferei hatten einige indianische Gesellschaften der europäischen Kunst ebenbürtige Werke geschaffen). Die Missionare mussten feststellen, dass sie den Indianern erst den Sinn des Handwerks und der Industrie beibringen mussten, denn aus der Sicht der Einheimischen war Arbeit, insbesondere für die Männer, etwas Herabwürdigendes. In der Folge errichteten die Missionare Schulen, in denen Wissen über Landwirtschaft, Handwerk und Viehzucht vermittelt wurde. Unter der Aufsicht der Missionare gelang das recht gut, und nach 1811 waren die Missionsstationen nicht nur selbstversorgend, sondern auch das Rückgrat des ganzen militärischen und zivilen Lebens in Kalifornien. Die Gießerei in San Juan Capistrano war die erste ihrer Art in Kalifornien und brachte die Eisenzeit (in Europa etwa zwischen 1200 v. Chr. und 450 v. Chr.) in die Neue Welt. Das gewonnene Eisen wurde ein wichtiges Handelsprodukt und war für die Bewaffnung der spanischen Forts zentral.
Keine Beschreibung der Missionen wäre ohne die Erwähnung der sehr umfangreichen Bewässerungsanlagen vollständig. Sogenannte zanjas (Aquädukte) aus Steinen führten das Wasser teilweise über Meilen von einem Fluss oder einer Quelle zu den Stationen. Große Zisternen wurden angelegt, in die das Wasser über ein komplexes Rohrsystem geführt wurde. Auch als Energiequelle wurde das Wasser verwendet, etwa für Mühlen. Zur Trinkwasseraufbereitung wurde das Wasser durch Kohle und Sand gefiltert.

## Die Missionen im heutigen Kalifornien (USA)

### Gründung

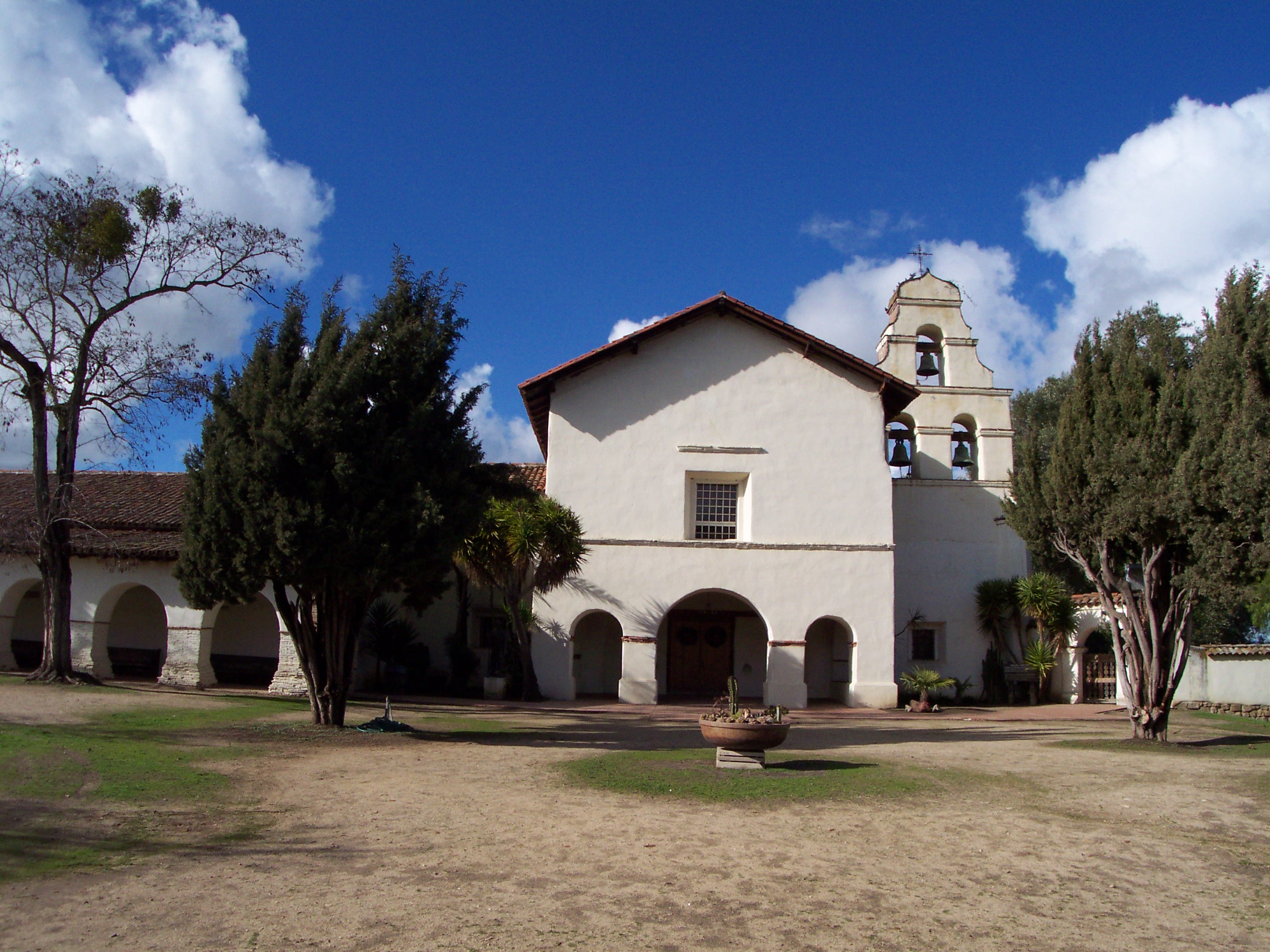
Blick auf die restaurierte Mission San Juan Bautista und die dortige campanario („Glockenwand“); 2004

Vor dem Jahr 1754 oblag der spanischen Krone die Aufgabe, Landschenkungen zu vergeben. Aber wegen der großen Entfernungen und der schwierigen Kommunikationswege wurde die Aufgabe und die Macht Land zu vergeben, den Vizekönigen von Neuspanien aufgetragen. Neue Missionen mit dem dazugehörigen Land konnten so schneller entstehen. Die 21 Missionen wurden entlang des Camino Real, des „Königsweges“, der seinen Namen zu Ehren von König Karl III. erhalten hatte, errichtet. Heute ist es zumeist die U.S. Route 101. Die erste Mission wurde im Jahr 1767 durch Pater Junípero Serra, O.F.M., der zuvor mit einigen seiner Mitbrüder die Kontrolle der bis dahin von den Jesuiten geführten Missionen in Baja California erhalten hatte, etabliert.
Pater Pedro Estévan Tápis verfolgte im Jahr 1784 den Plan einer Errichtung einer Mission auf den Channel Islands of California. Santa Catalina Island oder Santa Cruz Island (als Limú bei der indigenen Bevölkerung bekannt) wurden für einen möglichen Standort favorisiert, um auch die nicht auf dem Festland lebenden Indígenas zu missionieren. Auch um den Schmuggelhandel einzudämmen, wurde ein Standort auf einer vorgelagerten Insel von den Missionaren ins Auge gefasst. Im folgenden Jahr war auch Gouverneur José Joaquín de Arrillaga dem Plan zugeneigt, aber der Ausbruch einer Epidemie (Masern), der etwa 200 Indígenas zum Opfer fielen und der Mangel an bebaubarem Land und dem notwendigen Wasser auf den Channel Islands sorgten für die Aufgabe einer Etablierung einer Mission. Noch im September 1821 besuchte Pater Mariano Payeras in seiner Funktion als „Comisario Prefecto“ die Missionen Kaliforniens und besuchte dabei Cañada de Santa Ysabel. Dabei fasste er den Plan einer Kette von Missionen auf dem Festland. Santa Ysabel sollte dabei als die „zentrale“ Mission Kaliforniens dienen. Aber auch dieser Plan wurde nicht umgesetzt.
Auch wenn Junípero Serra schon im Jahr 1784 verstarb, endete die Errichtung der Missionen erst im Jahr 1823. Weitere Pläne, die zur Errichtung von Missionen existierten, wurden aufgegeben. So zum Beispiel die Errichtung der Mission Santa Rosa 1827, da die Gefahr eines Vordringens Russlands an der Pazifikküste als nicht mehr relevant eingestuft wurde. Auf dem Höhepunkt der Missionen in Alta California kontrollierten diese etwa 1/6 des Gebietes. Zwei Siedlungen Mission Puerto de Purísima Concepción und Mission San Pedro y San Pablo de Bicuñer, die auf der kalifornischen Seite des Colorado River gegründet wurden, oblagen der Autorität der Missionen in Arizona.

### Instandhaltung & Restaurierung der Missionen
Keine weiteren historischen Gebäudestrukturen haben in den USA ein solch großes Interesse erhalten. Kalifornien hat die höchste Anzahl von restaurierten Missionen in den USA und ein Grund dafür liegt unter anderem an der noch „jungen“ Geschichte der Missionen Kaliforniens im Gegensatz zum Beispiel zu Florida. In der Küstenregion Kaliforniens sind die Missionen, die am besten untersuchten archäologischen und historischen Gebäude. Einige Eigenarten werden im Folgenden aufgeführt:
- Alle Missionen befinden sich im Besitz der katholischen Kirche, bis auf die Mission La Purísima Concepción und die Mission San Francisco Solano, die als State Historic Parks vom California Department of Parks and Recreation unterhalten werden.
- Sieben Missionen haben den Status von National Historic Landmarks,[74] vierzehn Missionen werden im National Register of Historic Places aufgeführt, und alle Missionen sind wegen ihrer historischen, architektonischen und archäologischen Bedeutung als California Historical Landmarks geführt.
- Vier Missionen werden unter der direkten Führung der Franziskaner geleitet: San Antonio de Padua, Santa Barbara, San Miguel Arcángel, und San Luis Rey de Francia.
- Vier Missionen (San Diego de Alcalá, San Carlos Borromeo de Carmelo, San Francisco de Asís, und San Juan Capistrano) wurden vom Heiligen Stuhl in den Status von Basilicae minores erhoben, wegen ihrer kulturellen, historischen, architektonischen und archäologischen Bedeutung.

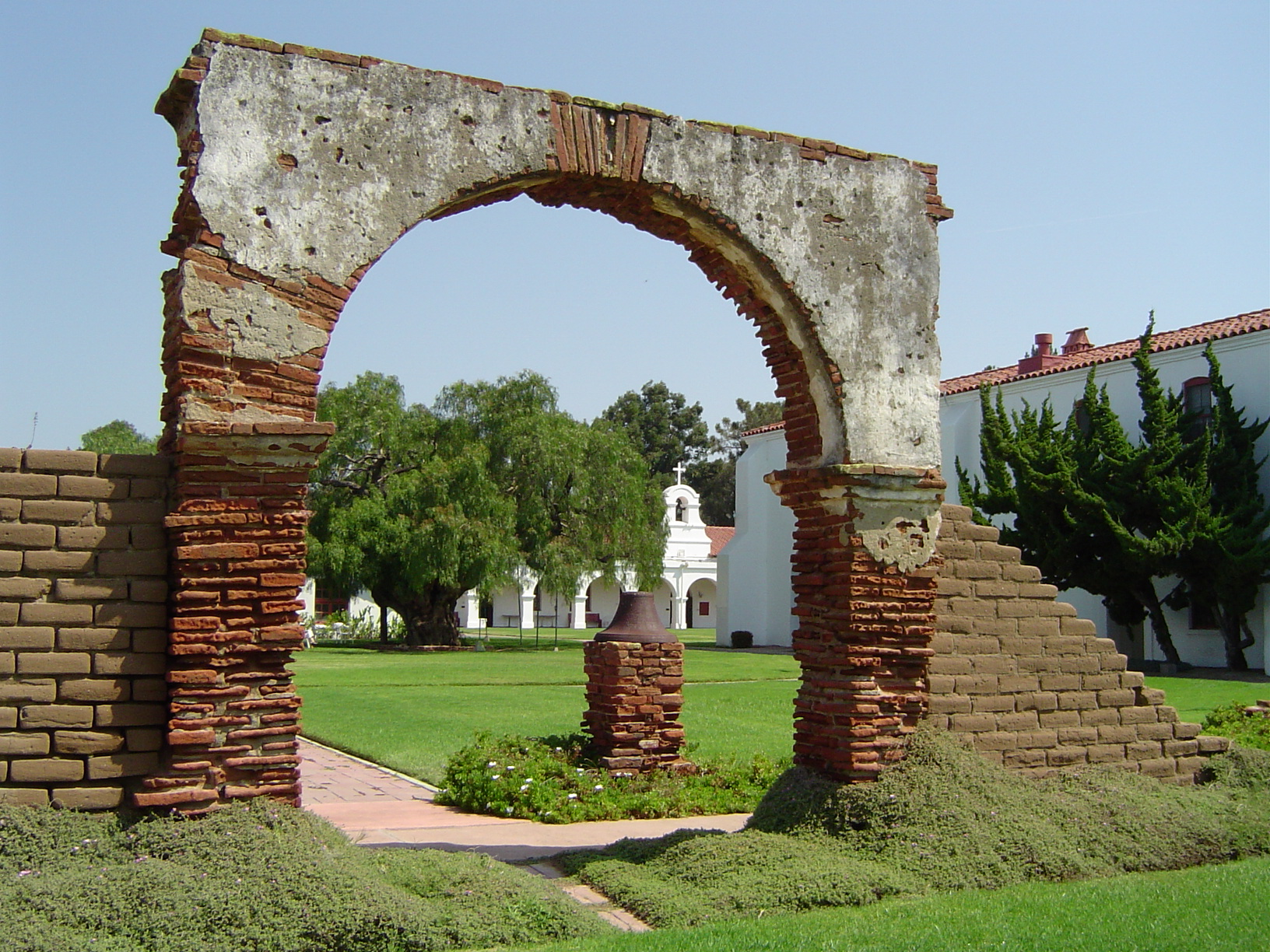
Der Innenhof der Mission San Luis Rey de Francia mit dem ältesten Pfefferbaum Kaliforniens (Schinus molle); gepflanzt im Jahr 1830 und hier sichtbar durch den Torbogen.

Aufgrund der künstlerischen Ausstattung der Missionen, sei es im devotialen und/oder didaktischen Bereich, gab es für die „Missionsbewohner“ keinen Grund ihre Umgebung bildlich darzustellen. Besucher der Missionen aber fanden diese kurios. Während der 1850er Jahre fand eine Anzahl von Künstlern eine Anstellung als Bauzeichner und Konstrukteure, die für die Expeditionen zur Erkundung der Pazifikküste und der Grenze zwischen Kalifornien und Mexiko benötigt wurden. In diesem Zusammenhang entstand eine Vielzahl von Lithographien der Missionen, die in den Expeditionsaufzeichnungen aufgenommen wurden.
Der amerikanische Illustrator Henry Chapman Ford besuchte 1875 jede der 21 Missionen und erarbeitete eine bis heute historisch relevante Sammlung von Portfolios aus Wasser- und Ölfarben und Radierungen. Seine Schilderungen der Missionen waren zum Teil dafür verantwortlich, dass sich die Öffentlichkeit mehr und mehr für das spanische Erbe interessierte, und damit auch für eine Restaurierung der Missionen. Im letzten Viertel des 19. Jahrhunderts erschienen auch eine Vielzahl von Artikeln zu den Missionen in nationalen Zeitschriften und auch die ersten Monographien. Als Resultat daraus erschien dann wieder eine weitere hohe Anzahl von Gemälden etc.
Eine zunehmende Popularität und Romantisierung der Missionen und Missionsgeschichte geht auf Helen Hunt Jacksons Novelle Ramona von 1884 zurück. Auch Charles Fletcher Lummis, William Randolph Hearst, und weitere Mitglieder des „Landmarks Club of Southern California“, die zum Ziel hatten, drei der südlichen Missionen zu Beginn des 20. Jahrhunderts zu restaurieren, waren einflussreich. San Juan Capistrano, San Diego de Alcalá, und San Fernando; die Pala Asistencia wurde in diesem Zuge ebenso restauriert. Lummis schreibt 1885 in diesem Zusammenhang:

“In ten years from now—unless our intelligence shall awaken at once—there will remain of these noble piles nothing but a few indeterminable heaps of adobe. We shall deserve and shall have the contempt of all thoughtful people if we suffer our noble missions to fall.”

Mit dem Wissen, dass enorme Anstrengungen sofort unternommen werden müssten, um eine weitere Zerstörung der Missionen zu verhindern, schreibt Lummis weiter:

“It is no exaggeration to say that human power could not have restored these four missions had there been a five year delay in the attempt.”

Der Autor John S. McGroarty weist 1911 in seinem drei Stunden dauernden Stück The Mission Play auf die endgültige Zerstörung 1847 hin (das Stück beschreibt die kalifornischen Missionen von ihrer Gründung 1769 bis zur Säkularisierung 1834).

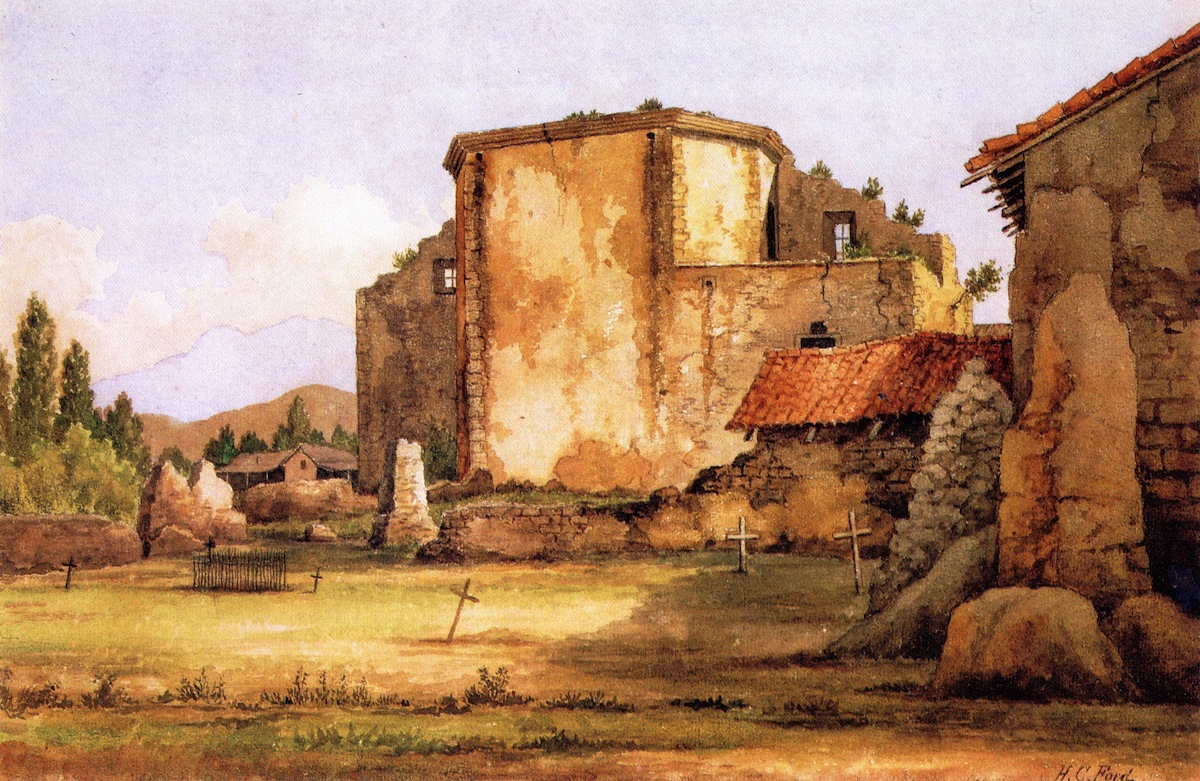
Misión San Juan de Capistrano von Henry Chapman Ford, 1880. Das Bild zeigt die Rückseite der „Great Stone Church“ und Teile des campo santos.

Heute sind die Missionen in unterschiedlicher Form in ihrer Integrität und Struktur restauriert. Allgemein ist das Missionsgrundstück, zusammen mit der Kirche und dem convento (Konvent) erhalten. In einigen Fällen (zum Beispiel San Rafael, Santa Cruz, und Soledad) handelt es sich um Gebäuderepliken, die am historischen Standort oder nahe diesem wieder errichtet wurden. Andere Missionen sind relativ intakt geblieben und wurden an dem ursprünglichen Standort belassen.
Ein bemerkenswertes Beispiel für einen intakten Missionskomplex stellt die aber jetzt bedrohte Mission San Miguel Arcángel dar: die Innenmauern der Kapelle, die von den Salinan, einer indigenen Gruppe unter der Aufsicht des letzten spanischen Diplomaten Esteban Munras, künstlerisch erarbeitet wurden, sind seit dem Jahr 2003 nicht mehr der Öffentlichkeit zugänglich (Grund dafür ist das Erdbeben von 2003.) Viele Missionen wurden im Zusammenhang mit deren Kapellen restauriert und sogar wiederaufgebaut.
Die Missionen Kaliforniens sind Teil des historischen „Bewusstseins“ und Interesses geworden, das sich unter anderem auch an den vielen Touristen, die jährlich die Missionen besuchen, ablesen lässt. Aus diesem Grund unterzeichnete Präsident George W. Bush am 30. November 2004 den „California Mission Preservation Act“, womit dieser Gesetzescharakter bekam. Über einen Zeitraum von fünf Jahren erhielt die California Missions Foundation aus diesem Gesetz heraus 10 Millionen Dollar, um die physische Restaurierung, Sicherung und Konservierung der Missionsgebäude und der Kunstwerke für die Zukunft zu sichern. Auch gab es einen Versuch einer Änderung der kalifornischen Verfassung dahingehend, dass staatliche Gelder für die Restaurierung herangezogen werden könnten.

## El Camino Real
Um unter anderem eine schnelle Kommunikation zu gewährleisten und zu erleichtern, wurden die Missionen jeweils etwa 48 Kilometer voneinander errichtet. Diese Entfernung entsprach einem Tagesritt, oder einem Fußmarsch von drei Tagen. Insgesamt hat El Camino Real („die königliche Straße“), an dem sich die Missionen befinden, eine Länge von etwa 966 Kilometern. Pater Lasuén gilt als der „Ideengeber“ dieses Konzeptes, als er sich 1798 für die Gründung von „Wegestationen“ einsetzte, so dass Reisende einen relativ sicheren und komfortablen Rastplatz fanden. Zur Markierung des Landweges benutzen die Paters gelbe Pflanzen. Der Transport von schweren Gütern und „Massengütern“ fand über den Seeweg statt.

### Geographische Lage der Missionen (von Nord nach Süd)

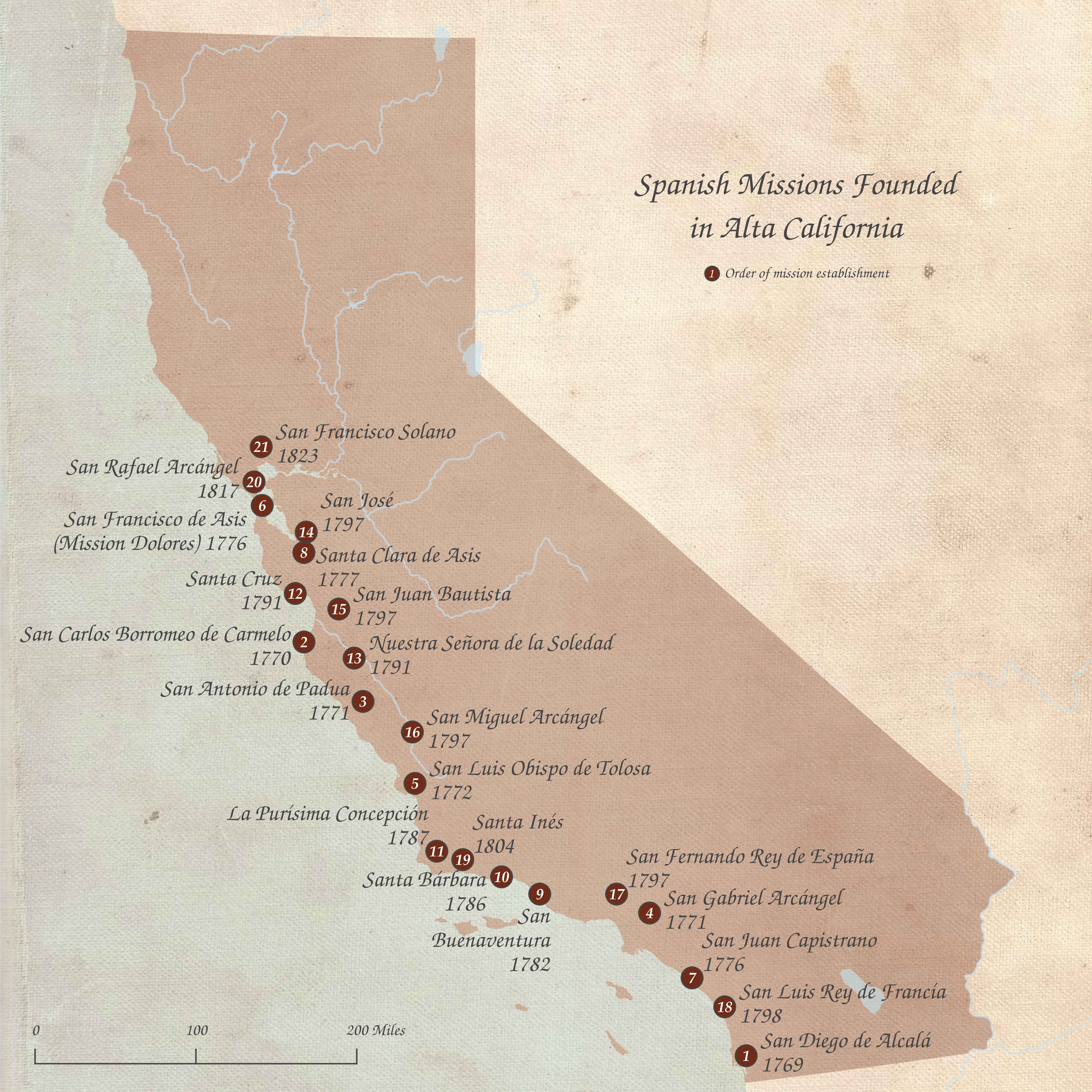
Die 21 franziskanischen Missionsstationen in Alta California.

- Mission San Francisco Solano, in Sonoma
- Mission San Rafael Arcángel, in San Rafael
- Mission San Francisco de Asís (Mission Dolores), in San Francisco
- Mission San José, in Fremont
- Mission Santa Clara de Asís, in Santa Clara
- Mission Santa Cruz, in Santa Cruz
- Mission San Juan Bautista, in San Juan Bautista
- Mission San Carlos Borromeo de Carmelo, südlich Carmel
- Mission Nuestra Señora de la Soledad, südlich Soledad
- Mission San Antonio de Padua, nordwestlich Jolon
- Mission San Miguel Arcángel, in San Miguel
- Mission San Luis Obispo de Tolosa, in San Luis Obispo
- Mission La Purísima Concepción, nordöstlich Lompoc
- Mission Santa Inés, in Solvang
- Mission Santa Barbara, in Santa Barbara
- Mission San Buenaventura, in Ventura
- Mission San Fernando Rey de España, in Mission Hills
- Mission San Gabriel Arcángel, in San Gabriel
- Mission San Juan Capistrano, in San Juan Capistrano
- Mission San Luis Rey de Francia, in Oceanside
- Mission San Diego de Alcalá, in San Diego

### Die Gründungsdaten der Missionen Alta Californias
- Mission San Diego de Alcalá gegründet 1769
- Mission San Carlos Borromeo de Carmelo gegründet 1770
- Mission San Antonio de Padua gegründet 1771
- Mission San Gabriel Arcángel gegründet 1771
- Mission San Luis Obispo de Tolosa gegründet 1772
- Mission San Francisco de Asís (Mission Dolores) gegründet 1776
- Mission San Juan Capistrano gegründet 1776
- Mission Santa Clara de Asís gegründet 1777
- Mission San Buenaventura gegründet 1782
- Mission Santa Barbara gegründet 1786
- Mission La Purísima Concepción gegründet in 1787
- Mission Santa Cruz gegründet 1791
- Mission Nuestra Señora de la Soledad gegründet 1791
- Mission San José gegründet 1797
- Mission San Juan Bautista gegründet 1797
- Mission San Miguel Arcángel gegründet 1797
- Mission San Fernando Rey de España gegründet 1797
- Mission San Luis Rey de Francia gegründet 1798
- Mission Santa Inés gegründet 1804
- Mission San Rafael Arcángel gegründet 1817 – ursprünglich als asistencia für die Mission San Francisco de Asís geplant
- Mission San Francisco Solano gegründet 1823 – ursprünglich als asistencia für die Mission San Rafael Arcángel geplant

### DieAsistencias(geographisch von Nord nach Süd)
- San Pedro y San Pablo Asistencia, gegründet 1786 in Pacifica
- Santa Margarita de Cortona Asistencia, gegründet 1787 in Santa Margarita
- Nuestra Señora Reina de los Angeles Asistencia, gegründet 1784 in Los Angeles
- Santa Ysabel Asistencia, gegründet 1818 in Santa Ysabel
- San Antonio de Pala Asistencia (Pala Mission), gegründet 1816 im östlichen San Diego County

### DieEstancias(geographisch von Nord nach Süd)
- San Bernardino de Sena Estancia, gegründet 1819 in Redlands
- Santa Ana Estancia, gegründet 1817 in Costa Mesa
- Las Flores Estancia (Las Flores Asistencia), gegründet 1823 in Camp Pendleton

## Hauptverwaltungssitz der Missionen in Alta California
- Mission San Diego de Alcalá (1769–1771)
- Mission San Carlos Borromeo de Carmelo (1771–1815)
- Mission La Purísima Concepción* (1815–1819)
- Mission San Carlos Borromeo de Carmelo (1819–1824)
- Mission San José* (1824–1827)
- Mission San Carlos Borromeo de Carmelo (1827–1830)
- Mission San José* (1830–1833)
- Mission Santa Barbara (1833–1846)

* Pater Payeras und Pater Narcisco Durán blieben während ihrer Amtszeit als oberster Verwalter der Missionen Alta Californias in ihren jeweiligen Missionen, so dass diese de facto als Hauptverwaltungssitz anzusehen sind. Erst 1833 wurde die Mission Santa Barbara als Hauptverwaltungssitz, zu dem alle Missionsdokumente gebracht wurden, ernannt.

## Ordensvorsitzende der Missionen in Alta California
- Pater Junípero Serra (1769–1784)
- Pater Francisco Palóu (Vorsitzender pro tempore) (1784–1785)
- Pater Fermín Francisco de Lasuén (1785–1803)
- Pater Pedro Estévan Tápis (1803–1812)
- Pater José Francisco de Paula Señan (1812–1815)
- Pater Mariano Payéras (1815–1820)
- Pater José Francisco de Paula Señan (1820–1823)
- Pater Vicente Francisco de Sarría (1823–1824)
- Pater Narciso Durán (1824–1827)
- Pater José Bernardo Sánchez (1827–1831)
- Pater Narciso Durán (1831–1838)
- Pater José Joaquin Jimeno (1838–1844)
- Pater Narciso Durán (1844–1846)

Den Titel „Padre Presidente“ trug der Vorsitzende aller katholischen Missionen in Kalifornien. Er wurde bis 1812 vom College of San Fernando de Mexiko ernannt. Danach nannte man ihn „Prefecto Comisario“ („Leitender Präfekt“) und er wurde vom zuständigen franziskanischen Kommissär in Spanien ernannt. Nach 1831 wurden für Ober- und Niederkalifornien zwei verschiedene Personen ernannt.

## Das Militär bis zur Annexion Alta Californias durch die USA
Während der spanischen Kolonialperiode und der anschließenden Zugehörigkeit zu Mexiko, übernahmen vier Presidios, die strategisch an der kalifornischen Küste errichtet wurden, den Schutz der Missionen und der zivilen Siedlungen in Alta California. Jede der Garnisonen (comandancias) diente als Basis für die jeweiligen militärischen Operationen in einem bestimmten Gebiet. Obwohl relativ unabhängig voneinander operierend, war eine ständige Verbindung der Presidios untereinander allein durch die Missionen und deren Kommunikationswege gegeben.
Folgende Presidios existierten:
- El Presidio Real de San Diego, gegründet am 16. Juli 1769[89] – verantwortlich für den Schutz der Missionen San Diego de Alcalá, San Luis Rey, San Juan Capistrano, und San Gabriel[90]
- El Presidio Real de Santa Bárbara, gegründet am 12. April 1782[91] – verantwortlich für den Schutz der Missionen San Fernando, San Buenaventura, Santa Barbara, Santa Inés und La Purísima, und der zivilen Siedlung El Pueblo de Nuestra Señora la Reina de los Ángeles del Río de Porciúncula[92]
- El Presidio Real de San Carlos de Monterey (El Castillo), gegründet am 3. Juni 1770[93] – verantwortlich für den Schutz der Missionen San Luis Obispo, San Miguel, San Antonio, Soledad, San Carlos und San Juan Bautista und der zivilen Siedlung Villa Branciforte [Santa Cruz];[94]
- El Presidio Real de San Francisco, gegründet am 17. Dezember 1776.[95] – verantwortlich für den Schutz der Missionen San José, Santa Clara, San Francisco, San Rafael, Solano und der zivilen Siedlung El Pueblo de San José de Guadalupe [San Jose].[96]

Das El Presidio de Sonoma, oder auch die „Sonoma Barracks“ („Kaserne von Sonoma“) wurde erst nach der Unabhängigkeit Mexikos von Spanien 1836 durch Mariano Guadalupe Vallejo (der „Commandante-General der nördlichen Grenze von Alta California“) gegründet. Diese Gründung lag in der mexikanischen Strategie, das weitere russische Vordringen an der kalifornischen Küste zu verhindern, begründet. Das Sonoma Presidio wurde zum Hauptquartier der mexikanischen Armee in Kalifornien ausgebaut, während die anderen Presidios aufgegeben wurden und mit der Zeit verfielen.
Über Jahrzehnte hinweg kam es zu Kompetenzstreitigkeiten zwischen dem Militär auf der einen Seite und den Missionaren auf der anderen Seite. Der Ursprung dieser Streitigkeiten kann auf die Personen Junipero Serra und Pedro Fages, der Gouverneur von Alta California von 1770 bis 1774 war, zurückgeführt werden. Pedro Fages sah die Presidios und die dazugehörigen Garnisonen als eine rein militärische Institution, die dem Schutz Kaliforniens vor anderen europäischen Mächten dienen sollten, und nicht wie Serra, dass diese sich den Missionaren zu unterstellen hätten. Trotz aller Streitigkeiten war eine gegenseitige Abhängigkeit gegeben: die Missionen lieferten Nahrungsmittel und die Garnisonen im Gegenzug Schutz und trugen die Verantwortung von Strafexpeditionen gegen flüchtige Neophyten. Vor allem zur Durchführung von Strafen wurden die Soldaten benötigt. Dennoch beschreibt Engelhardt eindrucksvoll, dass es gerade auch die Soldaten waren, deren persönlicher sozialer Hintergrund nicht mit den Missionsgedanken übereinstimmte.